# أيرلندا الشمالية
أيرلندا الشمالية أو إرلندة الشمالية أو الجانب البريطاني من جزيرة أيرلندا هي دولة من دول المملكة المتحدة تقع في الشمال الشرقي من جزيرة أيرلندا، وتُعرف باسم أيرلندا-بلفاست لتمييزها عن جمهورية أيرلندا المعروفة باسم أيرلندا-دبلن. وقد توصف بأنها بلد، أو مقاطعة أو دويلة أو مستعمرة أو منطقة من مناطق المملكة المتحدة ولكنه من المؤكد أنها تعتبر جزء من مكونات التاج البريطاني، هناك الكثير من وجهات النظر المتباينة في هذا الموضوع. تشترك أيرلندا الشمالية بحدود مفتوحة مع جمهورية أيرلندا في الجنوب والغرب. اعتبارا من عام 2011، كان عدد سكانها 1810900، يشكلون حوالي 30% من سكان الجزيرة الكلي وحوالي 3% من سكان المملكة المتحدة. منذ توقيع اتفاق الجمعة العظيمة عام 1998، تمتعت أيرلندا الشمالية بمقدار كبير من الحكم الذاتي. نص الاتفاق على تعاون أيرلندا الشمالية مع جمهورية أيرلندا (ذات الغالبية الكاثوليكية) - التي أعلنت انفصالها عن المملكة المتحدة (ذات الغالبية البروتستانتية) في عام 1922 - في بعض مجالات السياسة العامة، في حين أن أغلب الحقوق السيادية تابعة لحكومة المملكة المتحدة، على الرغم من أن لجمهورية أيرلندا الحق في تقديم وجهات النظر والمقترحات".
كانت أيرلندا الشمالية لسنوات عديدة موضع صراع عنيف ومرير بين الطوائف، سببه الخلاف بين القوميين المواليون لجمهورية أيرلندا الذين يرون أنفسهم على أنهم أيرلنديين وهم من الرومان الكاثوليك في الغالب، والاتحاديين المواليون للتاج البريطاني الذين يعتبرون أنفسهم بريطانيين وهم من البروتستانت في الغالب. (بالإضافة إلى ذلك، هناك فئة من كلا الجانبين من المجتمع يصفون أنفسهم بأنهم أيرلنديون شماليون.) الاتحاديون يريدون أن تبقى أيرلندا الشمالية جزء من المملكة المتحدة، في حين أن القوميين يريدون إعادة التوحيد مع بقية أيرلندا والاستقلال عن الحكم البريطاني. ومنذ عام 1998 معظم الجماعات شبه العسكرية التي شاركت في الاضطرابات قد أوقفت حملاتها المسلحة.
وكانت أيرلندا الشمالية تقليديا في المنطقة الصناعية الأكثر تقدما في الجزيرة. وقد تعرضت لتراجع نتيجة الاضطرابات السياسية والاجتماعية في النصف الثاني من القرن 20، ولكنها عادت للنمو بشكل ملحوظ منذ 1990s. وهو ما يعزى في جزء منه لمنح «عائد السلام»، وأيضاً إلى الروابط وزيادة حجم التجارة مع جمهورية أيرلندا.
الفنانين البارزين والرياضيون من أيرلندا الشمالية وتشمل فان موريسون، روري ماكلروي، جورج بست. آخرون من هذا الجزء من الجزيرة يفضلون تعريف أنفسهم على أنهم الأيرلندي، على سبيل المثال شيموس هيني ووليام نيسون. الروابط الثقافية بين أيرلندا الشمالية وبقية أيرلندا وبقية المملكة المتحدة معقدة، مع أيرلندا الشمالية على حدٍّ سواء تقاسم ثقافة أيرلندا وثقافة المملكة المتحدة. في معظم الألعاب الرياضية، في جزيرة أيرلندا تتمثل بفريق واحد، استثناء هام هو اتحاد كرة القدم. أيرلندا الشمالية تتنافس على حدة في دورة العاب الكومنولث. الرياضيين من أيرلندا الشمالية قد يتنافسون إما كجزء من فريق بريطانيا العظمى أو أيرلندا في دورة الألعاب الأولمبية.

## التاريخ

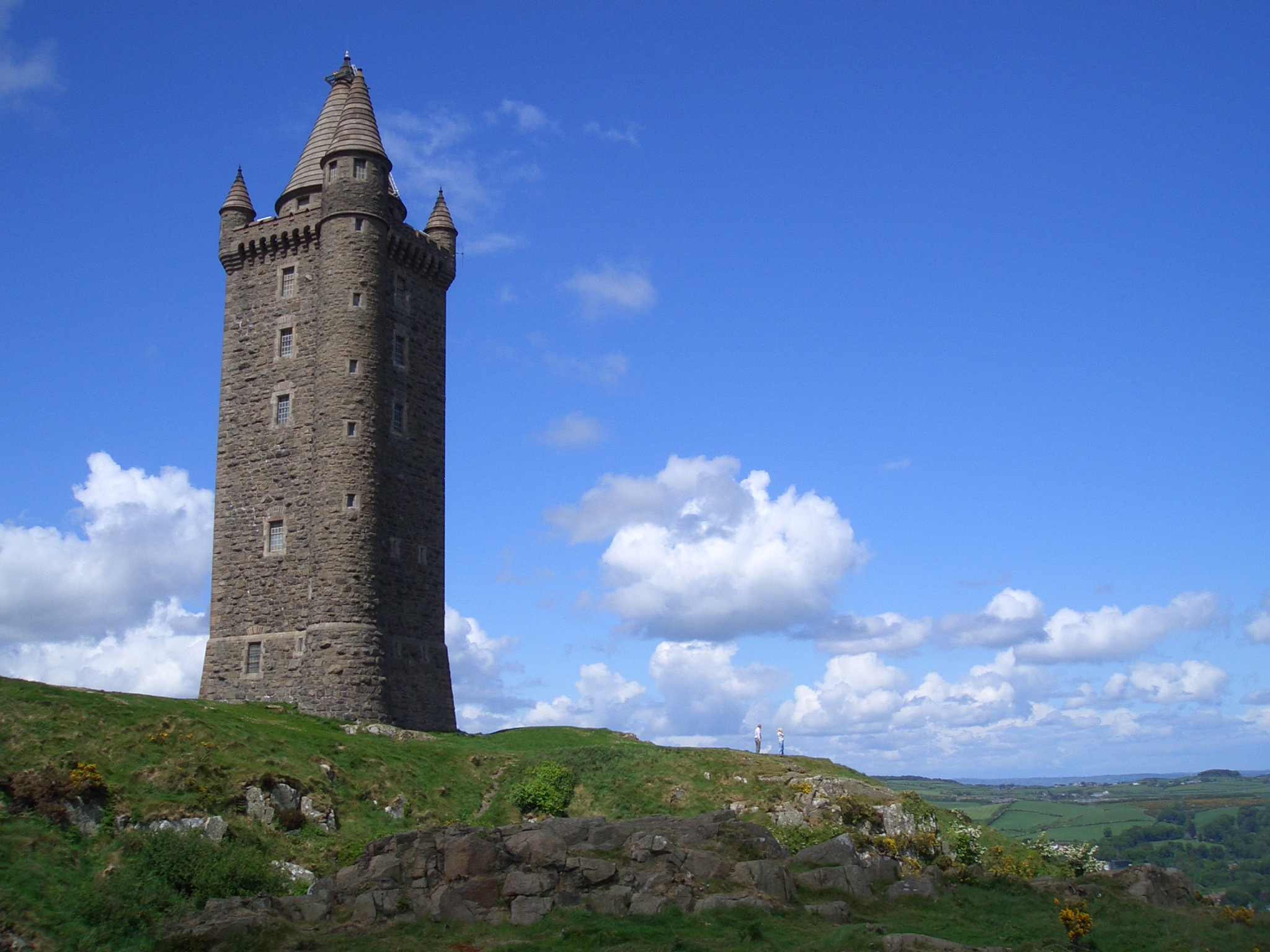
برج سكرابو، مقاطعة داون

أيرلندا الشمالية كانت ضمن دولة أيرلندا الحالية وفد إليها من الأوربيون (فرنسيون + بعض الإنجليز) في القرن الثاني الميلادي وانضمت إلى المملكة المتحدة في عام 1801 مع ويلز واسكتلندا وإنجلترا وكوّنوا المملكة المتحدة (بريطانيا وأيرلندا الشمالية)
تم تقسيم أيرلندا بين الكاثوليك في دبلن والبروتستانت في بلفاست عام 1921 والمعروف بتقسيم أولستر.

### التقسيم من أيرلندا
خلال القرن 19، والإصلاحات القانونية التي بدأت في أواخر القرن الثامن عشر إزالة التمييز القانوني ضد الكاثوليك وبرامج تقدمية تمكين المزارعين المستأجرين لشراء الأراضي من الملاك. قبل نهاية القرن، اعتبرت الحكم الذاتي لأيرلندا في المملكة المتحدة، والمعروفة باسم القاعدة الرئيسية، كما من المرجح جدا. في عام 1912، أصبح في حكم المؤكد. أنتجت اشتباك بين مجلس العموم ومجلس اللوردات على ميزانية المثير للجدل في قانون البرلمان عام 1911، مما مكّن أن ألغت حق النقض من مجلس اللوردات. وكان مجلس اللوردات حق النقض كان ضمانة من نقابيين 'الرئيسي الذي لن القاعدة الرئيسية أن تسن، وذلك لأن الغالبية العظمى من أعضاء مجلس اللوردات والنقابيين. وردا على ذلك هدد المعارضين لحكم الوطن من قادة الحزب المحافظ والوحدوي مثل قانون أندرو بونار ومقرها دبلن المحامي كارسون إدوارد السير على النقابيين المتشددين في أيرلندا استخدام العنف. عارضت منظمة شبه عسكرية في عام 1914، إنهم يهربون آلاف من البنادق وطلقة ذخيرة من الإمبراطورية الألمانية للاستخدام من قبل متطوعي أولستر، لتنفيذ الحكم الذاتي.
وكانت النقابات في أقلية في جزيرة أيرلندا ككل، ولكن كانت أغلبية في شمال مقاطعة ألستر [بحاجة لمصدر]، وأغلبية كبيرة جدا في مقاطعة أنتريم ومقاطعة أسفل، مع أغلبية صغيرة في مقاطعة ارماغ ومقاطعة لندنديري. كانت هناك أعداد كبيرة تتركز أيضا في فيرماناغ ومقاطعة تيرون مقاطعة. هذه المقاطعات الست في وقت لاحق من شأنها أن تشكل أيرلندا الشمالية. وكانت كل من المقاطعات 26 المتبقية والتي أصبحت فيما بعد جمهورية أيرلندا أغلبية ساحقة للقومية.
في عام 1914، تلقت القاعدة الرئيسية الثالثة القانون، الذي تضمن النص على تقسيم «مؤقتة» من هذه المقاطعات الست من بقية أيرلندا، الملكي بالموافقة. ومع ذلك، علقت تنفيذه قبل دخوله حيز التنفيذ بسبب اندلاع الحرب العالمية الأولى. وكان من المتوقع أن تستمر الحرب لأسابيع قليلة فقط ولكن في الواقع استمر أربع سنوات. في نهاية الحرب (خلالها 1916 عيد الفصح هابط وقعت)، واعتبر القانون غير قابلة للتنفيذ كما. وكان الرأي العام في أغلبية المجتمع «القومي» (الذي سعى قدر أكبر من الاستقلال عن بريطانيا) تحولت خلال الحرب من الطلب على حكم موطنا لواحدة من أجل الاستقلال الكامل. في عام 1919، اقترح ديفيد لويد جورج على مشروع قانون جديد من شأنه تقسيم أيرلندا إلى منطقتين القاعدة الرئيسية: 26 مقاطعات التي حكمت من دبلن والتي قضت ستة من بلفاست. تمتد هذين المجالين ستكون مشتركة اللورد ملازم أول من أيرلندا الذي سيعين كل من الحكومات ومجلس أيرلندا، والتي يعتقد أن لويد جورج وسوف تتطور إلى برلمان كل أيرلندا. الأحداث قد سبقت لكن الحكومة. في الانتخابات العامة لعام 1918، وفاز الاستقلال الموالية للشين فين 73 من المقاعد ال 105 في البرلمان في أيرلندا، وأنشأ من طرف واحد ديل أولا، وهو البرلمان خارج نطاق القانون في أيرلندا.
قُسِمَت أيرلندا بين أيرلندا الشمالية وجنوب أيرلندا في عام 1921 وفقا لأحكام حكومة لويد جورج من قانون أيرلندا 1920 خلال حرب الاستقلال بين أيرلندا والقوات البريطانية. في ختام تلك الحرب في 6 كانون الأول 1922، وفقا لأحكام المعاهدة الناجمة عن ذلك، أصبحت أيرلندا الشمالية مؤقتا جزء من الحكم الذاتي للدولة المستقلة حديثا الحرة الأيرلندية، مع الحق في الانسحاب منها.

### أيرلندا الشمالية

والشعار منحت في عام 1924 لثم حكومة أيرلندا الشمالية، ويستخدم رسمياً حتى ألغته حكومة إيرلندا الشماليةأيرلندا الشمالية الدستور قانون 1973 في عام 1973

كما هو متوقع، والبرلمان في أيرلندا الشمالية تحل في 7 كانون الأول 1922 (بعد يوم من قيام الدولة الحرة الأيرلندية) لجعل العنوان التالي إلى الملك على ممارسة، وذلك في شهر واحد سمح، والحق في الانسحاب من الأيرلندية دولة حرة: «السيادية الرحمن، ونحن، والموضوعات جلالتكم معظم مطيع ومخلص، جمع أعضاء مجلس الشيوخ والعموم من أيرلندا الشمالية في البرلمان، وبعد أن تعلمت من وفاة الأيرلندي مجاني دولة الدستور قانون عام 1922، كونه قانون صادر عن البرلمان لل التصديق على مواد الاتفاق لمعاهدة بين بريطانيا العظمى وأيرلندا، القيام، من خلال هذا العنوان المتواضع، يصلون جلالتكم أن صلاحيات البرلمان والحكومة من الدولة الأيرلندية الحرة يجب لم تعد تمتد إلى أيرلندا الشمالية». بعد ذلك بوقت قصير، تم تشكيل لجنة للبت في الحدود الإقليمية بين الدولة الحرة الأيرلندية وأيرلندا الشمالية. بسبب اندلاع الحرب الأهلية في الدولة الحرة، وتأخر عمل اللجنة حتى عام 1925. يتوقع من الزعماء في دبلن انخفاض كبير في اقليم أيرلندا الشمالية، مع المناطق القومية الانتقال إلى دولة حرة. وأوصت لكن تقرير اللجنة الوحيدة التي ينبغي أن تخلى بعض أجزاء صغيرة من الأرض من الدولة الحرة في أيرلندا الشمالية. للحيلولة دون حجة، تم قمع هذا التقرير و، في مقابل تنازل لالتزامات الدولة الحرة للدين في المملكة المتحدة العام وحل المجلس من أيرلندا (التي تسعى حكومة أيرلندا الشمالية)، والأولية لمدة ستة مقاطعة الحدود كان حافظت مع تغييرات طفيفة.
في يونيو 1940، لتشجيع دولة محايدة الأيرلندية للانضمام مع الحلفاء، وأشار رئيس الوزراء البريطاني ونستون تشرشل إلى فاليرا بيرتي دي ايمون أن المملكة المتحدة سوف تضغط من أجل وحدة الأيرلندية، ولكن الاعتقاد بأن تشرشل لم يتمكنوا من نقل، دي فاليرا انخفضت العرض. (والبريطانية لم تبلغ حكومة أيرلندا الشمالية التي كانت قد قدمت العرض للحكومة دبلن، ورفض دي فاليرا لم يكن يعلن حتى عام 1970).
أعطى قانون أيرلندا 1949 الضمانة القانونية الأولى إلى البرلمان والحكومة في أيرلندا الشمالية أن المنطقة لن تتوقف عن أن تكون جزء من المملكة المتحدة من دون موافقة غالبية مواطنيها.

## الاضطرابات
تألفت الاضطرابات، التي بدأت في أواخر الستينيات، من حوالي ثلاثين عاما من الأعمال المتكررة من العنف الشديد بين عناصر المجتمع في أيرلندا الشمالية وطني (أساسا الروم الكاثوليك)، والمجتمع الوحدوي (بروتستانتي أساسا) التي قتل خلالها 3254 شخص. ونجم الصراع عن الوضع المتنازع عليه لأيرلندا الشمالية ضمن المملكة المتحدة، والتمييز ضد الأقلية القومية الأيرلندية من قبل الأغلبية الوحدوية المهيمنة. من 1967 إلى 1972 قادت جمعية الحقوق المدنية في أيرلندا الشمالية (نيكرا)، التي صممت نفسها على غرار حركة الحقوق المدنية الأمريكية، حملة مقاومة مدنية مناهضة للتمييز الذي يتعرض له الكاثوليك في الإسكان والتوظيف والشرطة والإجراءات الانتخابية (التي تقتصر على حق الانتخاب ومن أصحاب الأملاك دافعي معدل، مما يستبعد معظم الكاثوليك). لكن ثبت أن حملة NICRA، وورد الفعل عليه، ليكون تمهيدا لفترة أكثر عنفا. وكما حملات مسلحة من الجماعات شبه العسكرية في وقت مبكر عام 1969، بدأت، بما في ذلك حملة الجيش الجمهوري الأيرلندي المؤقت 1969-1997 والذي يهدف إلى نهاية الحكم البريطاني في أيرلندا الشمالية، وخلق نظام عالمي جديد «أيرلندا للجميع»، «32 مقاطعة» الجمهورية الأيرلندية، وقوة متطوعي ألستر، وشكلت في عام 1966 استجابة للتآكل المدركة للطابع كل من بريطانيا والنقابي هيمنة من أيرلندا الشمالية. وشارك أيضا في أعمال العنف - قوات أمن الدولة - الجيش البريطاني والشرطة (في شرطة ألستر الملكية). وجهة نظر الحكومة البريطانية من القول: أن قواتها كانت محايدة في الصراع، في محاولة لدعم القانون والنظام في أيرلندا الشمالية، وعلى حق شعب أيرلندا الشمالية إلى الديمقراطية وتقرير المصير. يعتبر الجمهوريون الأيرلندية قوات دولة «كمقاتلين» في النزاع، بزعم تواطؤ بين القوات الحكومية والقوات شبه العسكرية الموالية للحكومة والدليل على ذلك (الموالين هي ضد الاتحاد من أيرلندا). أكدت «الصابورة» التحقيق من قبل المحقق الشرطة ان القوات البريطانية، وعلى وجه الخصوص شرطة ألستر الملكية، ولم يتواطأ مع القوات شبه العسكرية الموالية للحكومة، وكانت المشاركة في جريمة قتل، وفعلت عرقلة سير العدالة عندما كان قد سبق هذه الادعاءات التحقيق، على الرغم من أن مدى تواطؤ من هذا القبيل لا يزال الخلاف.
نتيجة لتدهور الوضع الأمني، علقت الحكومة الإقليمية المتمتعة بالحكم الذاتي لأيرلندا الشمالية في عام 1972. جنبا إلى جنب مع أعمال العنف، وكان هناك الجمود السياسي بين الأحزاب السياسية الرئيسية في أيرلندا الشمالية، بما في ذلك أولئك الذين أدان العنف، وعلى الوضع المستقبلي لأيرلندا الشمالية، وشكل الحكومة يجب أن يكون هناك في أيرلندا الشمالية. في عام 1973، الذي عقد أيرلندا الشمالية إجراء استفتاء لتحديد ما إذا كان ينبغي أن يبقى في المملكة المتحدة، أو أن تكون جزء من أيرلندا موحدة. ذهبت للتصويت بكثافة لصالح (98.9%) من الحفاظ على الوضع الراهن مع ما يقرب من 57.5% من الناخبين الكلي في الدعم، ولكن 1% فقط من الكاثوليك صوتوا بعد المقاطعة التي نظمتها.

### عملية السلام
تم جلب المشاكل إلى حد غير مستقر من خلال عملية السلام والتي تضمنت الإعلان عن وقف إطلاق النار من قبل معظم المنظمات شبه العسكرية ونزع كامل للأسلحة الخاصة بهم، وإصلاح الشرطة، وانسحاب المقابلة من قوات الجيش من الشوارع ومن الحدود الحساسة مناطق مثل جنوب ارماغ وفيرماناغ، على النحو المتفق عليه من قبل الأطراف الموقعة على اتفاق بلفاست (والمعروف باسم «اتفاق الجمعة العظيمة»). وكرر هذا الموقف منذ فترة طويلة البريطاني، الذي لم يسبق من قبل قد اعترف اعترافا كاملا من قبل الحكومات المتعاقبة الأيرلندي، ان أيرلندا الشمالية ستبقى في المملكة المتحدة حتى باغلبية الأصوات على خلاف ذلك. تم تعديل الدستور من أيرلندا في عام 1999 لإزالة مطالبة «الامة الأيرلندي» في السيادة على كل من أيرلندا (في المادة 2)، ومطالبة مؤهلة من قبل اعتراف بأن أيرلندا يمكن أن تمارس إلا رقابة قانونية على الأراضي التي كانت تعرف سابقا الدولة الأيرلندية الحرة. وأضاف المواد الجديدة 2 و3 من الدستور لتحل محل المواد السابقة، يعترف ضمنا بأن لن يؤدي إلا إلى حالة من أيرلندا الشمالية، وعلاقاتها في ما تبقى من المملكة المتحدة وأيرلندا مع، يمكن تغييرها بالاتفاق مع أغلبية من الناخبين في كل من الولايات القضائية (أيرلندا التصويت على حدة). وكان هذا الجانب أيضا وسط لاتفاق بلفاست التي تم التوقيع عليها في عام 1998 وصدقت عليها في وقت واحد الاستفتاءات التي أجريت في أيرلندا الشمالية وجمهورية على حد سواء. في الوقت نفسه، فإن الحكومة البريطانية اعترفت لأول مرة، كجزء من المرتقب، ما يسمى ب «البعد الأيرلندية»: مبدأ أن الناس من جزيرة أيرلندا ككل حق، ودون أي تدخل من الخارج، من أجل حل القضايا بين الشمال والجنوب بالتراضي. البيان الأخير كان مفتاح الفوز الدعم للاتفاق من القوميين والجمهوريين. كما أنشأ آلت حكومة تقاسم السلطة في أيرلندا الشمالية، التي يجب أن تتكون من كل من نقابيين والأحزاب القومية.
وعلقت هذه المؤسسات من قبل الحكومة البريطانية في عام 2002 بعد خدمة الشرطة في أيرلندا الشمالية (PSNI) مزاعم التجسس من قبل أشخاص يعملون لشين فين في الجمعية (Stormontgate). انهارت القضية الناتجة ضد عضو المتهم شين فين.
في 28 يوليو 2005، أعلن الجيش الجمهوري الأيرلندي المؤقت وضع حد لحملتها، ووقفها عن العمل منذ ما يعتقد أن يكون كل من ترسانتها. تم تنفيذ هذه الوثيقة الختامية لوقف التشغيل وفقا لاتفاق بلفاست لعام 1998، وتحت مراقبة اللجنة الدولية المستقلة لنزع اثنين من الشهود والكنيسة الخارجية العديد من النقابيين، ومع ذلك، لا تزال متشككة. هذا التفكيك الجيش الجمهوري الأيرلندي هو على النقيض من القوات شبه العسكرية الموالية الذين رفضوا حتى الآن على أسلحة يلجأ كثير. ولا يعتقد أن هذا سيكون له تأثير كبير على مزيد من التقدم السياسي والأحزاب السياسية مرتبطة القوات شبه العسكرية الموالية لا تجتذب دعما كبيرا، وسوف لا تكون في وضع يمكنها من أن تشكل جزء من الحكومة في المستقبل القريب. الشين فين، من ناحية أخرى، مع وصلات (الحقيقية والمتصورة) على الجمهوري المتشدد، هي أكبر حزب قومي في أيرلندا الشمالية.
ودعا السياسيين المنتخبين إلى الجمعية العامة في انتخاب الجمعية 2003 جنبا إلى جنب في 15 مايو 2006 بموجب قانون أيرلندا الشمالية عام 2006 لغرض انتخاب الوزير الأول في أيرلندا الشمالية، والنائب الأول لوزير أيرلندا الشمالية، واختيار أعضاء تنفيذي (قبل 25 نوفمبر 2006) وذلك كخطوة تمهيدية لاستعادة الحكومة انتقلت في أيرلندا الشمالية.
في أعقاب الانتخابات التي جرت في 7 مارس 2007، عادت الحكومة انتقلت إلى أيرلندا الشمالية يوم 8 مايو عام 2007 مع الحزب الاتحادي الديمقراطي (الحزب الاتحادي الديمقراطي) زعيم إيان بيزلي وشين فين مارتن ماكغينيس نائب زعيم توليه مهام منصبه وزيرا أولا، ونائب الوزير الأول، على التوالي. الوزير الأول الوقت هو بيتر روبنسون، بعد أن تولى مهام رئيس الحزب الاتحادي الديمقراطي، والتيار النائب الأول هو مارتن ماكغينيس من حزب الشين فين.

## السياسة

### الخلفية
الفجوة السياسية الرئيسية في أيرلندا الشمالية بين الوحدويين أو الموالين الذين يرغبون في رؤية أيرلندا الشمالية لا تزال جزء من المملكة المتحدة والقوميين أو الجمهوريين الذين يرغبون في رؤية أيرلندا الشمالية الانضمام إلى بقية أيرلندا، مستقل من المملكة المتحدة. وترتبط هذه الرأيين المتعارضين إلى انقسامات أعمق الثقافية. الوحدويين البروتستانت هم الأغلبية الساحقة، المنحدرين من المستوطنين الأسكتلنديين المشيخيين أساسا والإنجليز الانجليكانيين والويلزيين الميثوديين والهيوجونتيون (بروتستانت فرنسا)الكالفينين فضلا عن الأيرلنديون الغاليين الأقدم الذي كان قد تحولو إلى أحد من الطوائف البروتستانتية. القوميون هم من الكاثوليك في الغالب، وتنحدر من السكان التي سبقت التسوية، مع أقلية من المرتفعات الاسكتلندية، وكذلك بعض الذين تحولوا من البروتستانتية. أعطى التمييز ضد القوميين في ظل حكومة ستورمونت (1921-1972) إلى ظهور حركة الحقوق المدنية القومية في 1960.
بعض النقابيين يجادلون بأن أي تمييز لم يكن فقط بسبب التعصب الديني أو السياسي، ولكن أيضا نتيجة لعوامل أكثر تعقيدا، الاجتماعية والاقتصادية والاجتماعية والسياسية والجغرافية. وأيا كان السبب، فإن وجود تمييز، والطريقة والتي تم معالجة الغضب القومي في ذلك، وعاملا رئيسيا يسهم التي أدت إلى النزاع المستمر منذ فترة طويلة والمعروفة باسم الاضطرابات. ذهب الاضطرابات السياسية خلال المرحلة الأكثر عنفا بين عامي 1968 و1994.
اعتبارا من عام 2007، و36% من السكان يعرفون أنفسهم والوحدوي، و24% كنسبة مئوية القومي و40 تعرف نفسها بأنها لا. ووفقا لاستطلاع للرأي عام 2009، أفضلية صريحة 69% على المدى البعيد من الحفاظ على عضوية في أيرلندا الشمالية لل المملكة المتحدة (إما مباشرة أو حكم مع الحكومة آلت)، في حين أعرب 21% عن تفضيلهم لعضوية أيرلندا المتحدة. ويمكن تفسير هذا التناقض من جانب تفضيل الساحقة بين البروتستانت أن تظل جزء من المملكة المتحدة (91%)، في حين تنتشر تفضيلات الكاثوليكية عبر عدد من الحلول لهذه المسألة الدستورية بما في ذلك ما تبقى جزء من المملكة المتحدة (47%)، وأيرلندا (40%)، أيرلندا الشمالية أصبحت دولة مستقلة (5%)، و«أولئك الذين لا أعرف»(5%).
أرقام التصويت الرسمية، والتي تعكس وجهات النظر حول «المسألة الوطنية» جنبا إلى جنب مع قضايا من مرشح، والجغرافيا، والولاء الشخصي، وأنماط التصويت التاريخية، تظهر 54% من تصويت الناخبين أيرلندا الشمالية لالموالية للأحزاب الوحدوي، وصوت 42% لالموالية للأحزاب القومية و4% سيصوتون «الآخر». وتظهر استطلاعات الرأي باستمرار أن نتائج الانتخابات ليست بالضرورة مؤشرا على موقف الناخبين بشأن الوضع الدستوري في أيرلندا الشمالية.
معظم السكان في أيرلندا الشمالية ما لا يقل عن المسيحية اسميا. هناك تحالفا بين الولاءات العرقية والسياسية، ولكن ليس تماما، إلى الكاثوليكية والطوائف البروتستانتية، وهذه هي التسميات المستخدمة لتصنيف وجهات نظر معارضة. هذا هو، ومع ذلك، وأصبحت غير ذات صلة على نحو متزايد كما هو معقد للغاية والسؤال الأيرلندية. الكثير من الناخبين (بغض النظر عن الانتماء الديني) تنجذب إلى السياسات النقابية في المحافظة، في حين تنجذب بدلا من الناخبين أخرى إلى اليسارية التقليدية، شين فين القومي والاشتراكي الديمقراطي وحزب العمل (SDLP) وبرامجهم طرف منها عن الاشتراكية الديمقراطية والاشتراكية الديمقراطية.
بالنسبة للجزء الأكبر، يشعر البروتستانت وجود علاقة قوية مع بريطانيا العظمى وأيرلندا الشمالية عن رغبته في البقاء جزء من المملكة المتحدة. لكن الكثير من الكاثوليك، تطمح عادة إلى أيرلندا المتحدة أو أقل معينة حول كيفية حل المسألة الدستورية. في الاستطلاع 2009 من قبل الحياة أيرلندا الشمالية، ومرات، أيد 47% من الكاثوليك الأيرلندية الشمالية أيرلندا الشمالية تبقى جزء من المملكة المتحدة، وإما عن طريق الحكم المباشر (8%) أو آلت الحكومة (39%).
البروتستانت لها أغلبية ضئيلة في أيرلندا الشمالية، وفقا لآخر تعداد للسكان أيرلندا الشمالية. والماكياج للجمعية أيرلندا الشمالية يعكس نداءات من مختلف الأطراف في أوساط السكان. من MLAs 108 و55 و44 من الوحدويين والقوميين (وتصنف التسعة المتبقية على أنه «الآخر»).

### الحكم

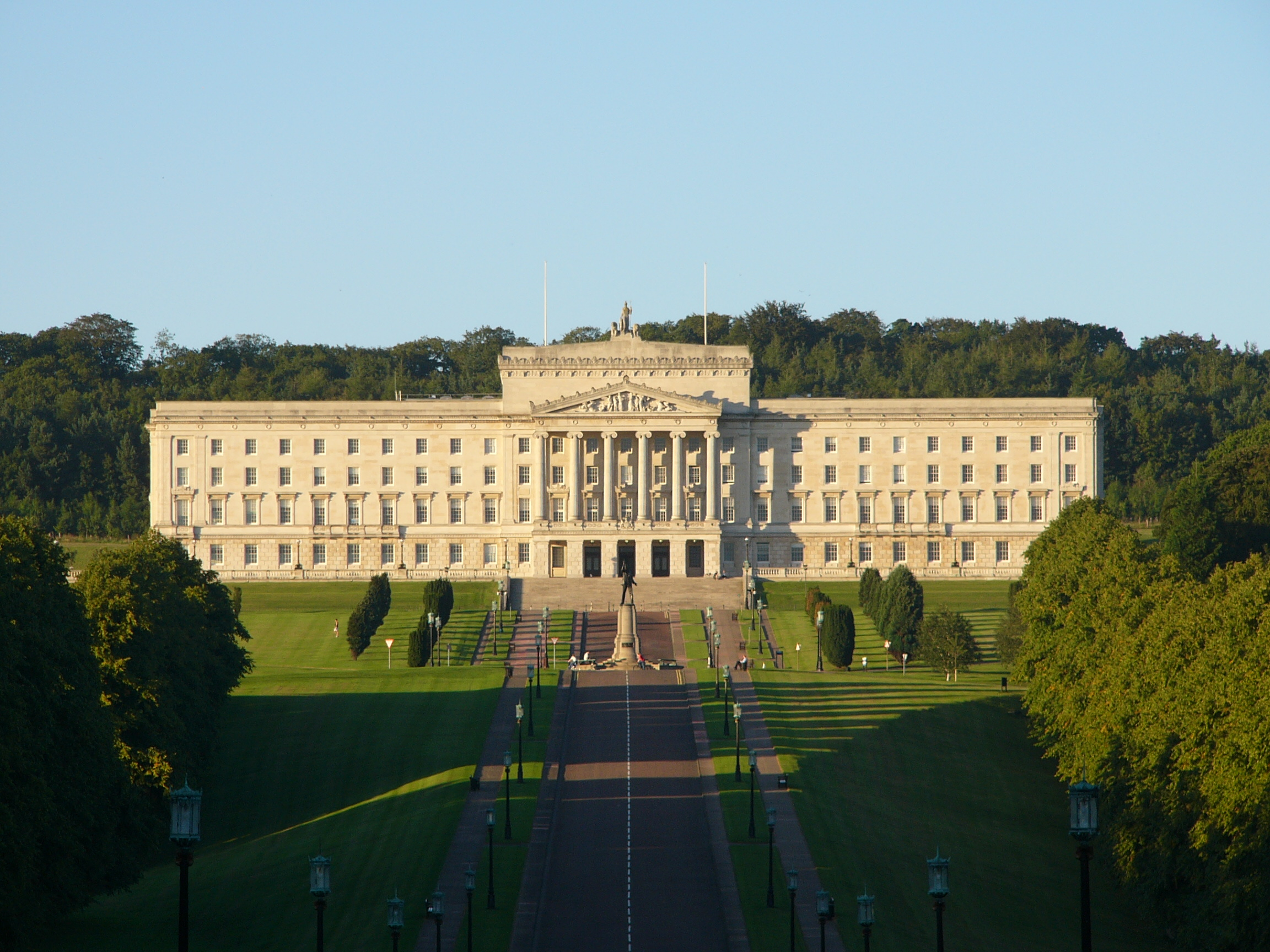
مباني البرلمان في ستورمونت، بلفاست، مقعد للجمعية.

منذ عام 1998، وقد انتقلت حكومة أيرلندا الشمالية ضمن المملكة المتحدة. حكومة المملكة المتحدة وبرلمان المملكة المتحدة هي المسؤولة عن المسائل المحجوزة ومستثناة. المسائل المحجوزة هي قائمة من مجال السياسة (مثل الطيران المدني ووحدات القياس، وعلم الوراثة البشرية)، والتي قد تؤول إلى البرلمان أيرلندا الشمالية الجمعية في وقت ما في المستقبل. ويتوقع أبدا المسائل المستثناة (مثل العلاقات الدولية، والضرائب، والانتخابات) للنظر في تفويض. بشأن جميع المسائل الأخرى، قد التنفيذي أيرلندا الشمالية مع الجمعية 108 عضوا أيرلندا الشمالية التشريع والحكم في أيرلندا الشمالية. بالإضافة إلى ذلك، نقل في أيرلندا الشمالية تعتمد على المشاركة من جانب أعضاء السلطة التنفيذية في أيرلندا الشمالية للمجلس الوزاري شمال / جنوب، التي تنسق مجالات التعاون (مثل التعليم والزراعة والصحة) بين أيرلندا الشمالية وجمهورية أيرلندا.
الانتخابات للجمعية أيرلندا الشمالية هي عن طريق التصويت للتحويل واحد مع ستة ممثلين (عضو في الجمعية التشريعية، MLAs) انتخب في الفترة من 18 دائرة انتخابية برلمانية. ويتم انتخاب ثمانية عشر الممثلين في مجلس النواب في برلمان المملكة المتحدة (أعضاء البرلمان والنواب) من الدوائر الانتخابية نفسها التي تستخدم هذا النظام لأول الماضي، في ما بعد. ومع ذلك، لم يكن كل هذه مقاعدهم. حزب شين فين النواب، وخمسة في الوقت الراهن، يرفض أن يؤدي اليمين لخدمة الملكة ما هو مطلوب من جميع النواب. وبالإضافة إلى ذلك، فإن مجلس الشيوخ في البرلمان في المملكة المتحدة، مجلس اللوردات، في الوقت الحالي بعض الدول الأعضاء ال 25 المعينين من أيرلندا الشمالية. أيرلندا الشمالية نفسها تشكل دائرة انتخابية واحدة لإجراء انتخابات للاتحاد الأوروبي.
مكتب أيرلندا الشمالية يمثل حكومة المملكة المتحدة في أيرلندا الشمالية بشأن المسائل المحجوزة، ويمثل مصالح أيرلندا الشمالية في حكومة المملكة المتحدة. وبالإضافة إلى ذلك، فإن حكومة أيرلندا لديها أيضا الحق في «طرح الآراء والمقترحات» على عدم نقل السلطة في ما يتعلق بالمسائل أيرلندا الشمالية. ويرأس المكتب أيرلندا الشمالية من قبل وزير الدولة لشؤون أيرلندا الشمالية، الذي يجلس في مجلس الوزراء في المملكة المتحدة.
أيرلندا الشمالية هو اختصاص قانوني مميز، فصل السلطات القضائية اثنين آخرين في المملكة المتحدة (انكلترا وويلز وإسكتلندا). أيرلندا الشمالية وضعت القانون من القانون الأيرلندي الذي كان قائما قبل تقسيم أيرلندا في عام 1921. أيرلندا الشمالية هو اختصاص القانون العام وعلى الرغم من أن قانونها مشتركة مماثلة لتلك التي في انكلترا وويلز. ومع ذلك، هناك بعض الاختلافات المهمة في القانون الداخلي وبين أيرلندا الشمالية وإنجلترا وويلز. مجموعة القوانين القانون الأساسي التي تؤثر على أيرلندا الشمالية يعكس تاريخ أيرلندا الشمالية، بما في ذلك أعمال البرلمان في المملكة المتحدة وأيرلندا الشمالية الجمعية والبرلمان السابق من أيرلندا الشمالية والبرلمان في أيرلندا، جنبا إلى جنب مع بعض أعمال البرلمان من إنكلترا ومجلس النواب لبريطانيا العظمى التي كانت تمتد إلى أيرلندا وفقا للقانون Poynings "بين 1494 و 1782.

### المواطنة والهوية
العديد من الدراسات والمسوحات أجريت بين عامي 1971 و2006 قد أشارت إلى أن، بشكل عام، والبروتستانت في أيرلندا الشمالية ترى نفسها في المقام الأول كما البريطانية، في حين الروم الكاثوليك يعتبرون أنفسهم في المقام الأول كما الأيرلندية. هذا. لا يأخذ في الحسبان ولكن لهويات معقدة في أيرلندا الشمالية، بالنظر إلى أن العديد من السكان يعتبرون أنفسهم «أولستر» أو «الأيرلندية الشمالية»، إما على شكل هوية الابتدائية أو الثانوية.
استطلاع عام 2008 وجدت أن 57% من البروتستانت وصفوا أنفسهم بأنهم البريطانية، في حين أن 32% التي تم تحديدها كما الأيرلندية الشمالية، و 6% كما الستر و 4% كما الأيرلندية. مقارنة باستطلاع مماثل أجري في عام 1998، وهذا يدل على انخفاض في نسبة من البروتستانت وتحديد والبريطانية والستر، وارتفاع في تلك تحديد والأيرلندية الشمالية. في استطلاع عام 2008 وجدت أن 61% من الكاثوليك وصفوا أنفسهم بأنهم الأيرلندية، مع تحديد نسبة 25% كما الأيرلندية الشمالية، و 8% كما البريطانية، و1% كما الستر. وكانت هذه الأرقام لم تتغير إلى حد كبير من نتائج عام 1998.
الأشخاص الذين ولدوا في أيرلندا الشمالية هي، مع بعض الاستثناءات، التي تعتبر بموجب القانون في المملكة المتحدة ليكونوا مواطنين من المملكة المتحدة. بل هي أيضا، مع وجود استثناءات مماثلة، ويحق لهم أن يكونوا مواطنين في أيرلندا. وأعيد تأكيد هذا الحق في اتفاق الجمعة الحزينة عام 1998 بين الحكومتين البريطانية والأيرلندية، التي تنص على أن:
".هذا هو حق طبيعي لجميع شعب أيرلندا الشمالية للتعريف بأنفسهم وتكون مقبولة كما الأيرلندية أو البريطاني، أو على حد سواء، لأنها قد اختارت ذلك، وتبعا لذلك [الحكومتين] التأكد من أن حقهم في عقد كل من البريطاني ويتم قبول المواطنة الأيرلندية من قبل كل من الحكومات ولن تتأثر بأي تغيير في المستقبل في حالة من أيرلندا الشمالية.
نتيجة لهذا الاتفاق، تم تعديل الدستور جمهورية أيرلندا. الصيغة الحالية تنص على أنه يحق للأشخاص المولودين في أيرلندا الشمالية ليكونوا مواطنين الأيرلندية على أساس نفس الناس من أي جزء آخر من جزيرة أيرلندا.
لا الحكومة، ومع ذلك، تمتد جنسيتها إلى جميع الأشخاص الذين ولدوا في أيرلندا الشمالية. كلا الحكومتين استبعاد بعض الأشخاص الذين ولدوا في أيرلندا الشمالية، وبخاصة الأشخاص ولدوا من دون والد واحد الذي هو مواطن بريطاني أو الأيرلندية. ونظرا لتقييد تأثير الأيرلندي من قبل التعديل السابع والعشرون للدستور الأيرلندي في عام 2004. الموقف في قانون الجنسية في المملكة المتحدة هو أن معظم أولئك الذين ولدوا في أيرلندا الشمالية ومواطني المملكة المتحدة، أم لا ما شاءت ذلك. التخلي عن الجنسية البريطانية يتطلب دفع رسوم، و 229 جنيه استرليني في الوقت الراهن.

## الجغرافيا والمناخ

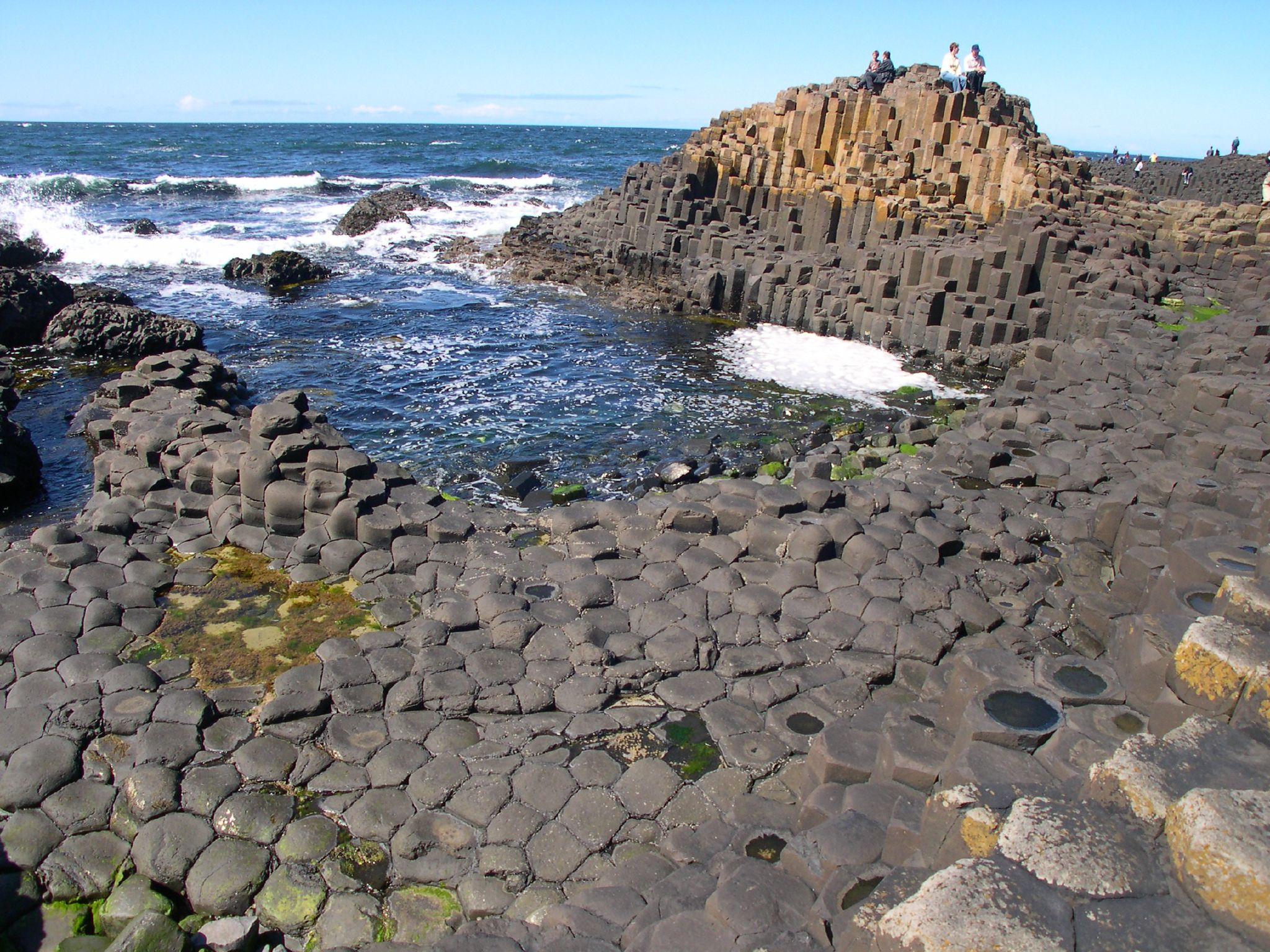
في العملاق جسر، مقاطعة أنتريم

وتمت تغطية أيرلندا الشمالية من قبل الطبقة الجليدية لأكثر من العصر الجليدي الأخير وفي مناسبات سابقة عديدة، يمكن أن ينظر للتراث منها في تغطية واسعة من drumlins في المقاطعات فيرماناغ، أرما، أنتريم وهبوطا خاصة. محور الجغرافيا في أيرلندا الشمالية هو خليج Neagh، في 151 ميل مربع (391 km2) أكبر بحيرة للمياه العذبة على حد سواء في جزيرة أيرلندا والجزر البريطانية. وتتركز ثان نظام بحيرة واسعة النطاق في خليج ERNE السفلى والعليا في فيرماناغ. أكبر جزيرة في أيرلندا الشمالية هو Rathlin، قبالة ساحل أنتريم الشمالية. Strangford خليج هي أكبر مدخل في الجزر البريطانية، التي تغطي 150 km2 (58 ميل مربع).
هناك المرتفعات كبيرة في جبال Sperrin (امتدادا لجبال حظيرة كالدونيان) مع ودائع الذهب واسعة النطاق، والغرانيت والبازلت جبال مورن هضبة أنتريم، فضلا عن تقلص هوامش في أرماغ الجنوبية وعلى طول الحدود فيرماناغ-تيرون. لا شيء من التلال مرتفعة خصوصا، مع Donard Slieve في Mournes درامية تصل إلى 849 متر (2785 قدم)، أعلى نقطة في أيرلندا الشمالية. قمة بلفاست الأبرز هو Cavehill. النشاط البركاني الذي أنشأ هضبة أنتريم كما شكلت ركائز الهندسية بشكل مخيف من جسر العملاق على ساحل أنتريم الشمالية. أيضا في شمال أنتريم هي كاريك-A-ريدي حبل الجسر، معبد Mussenden والوديان من أنتريم.

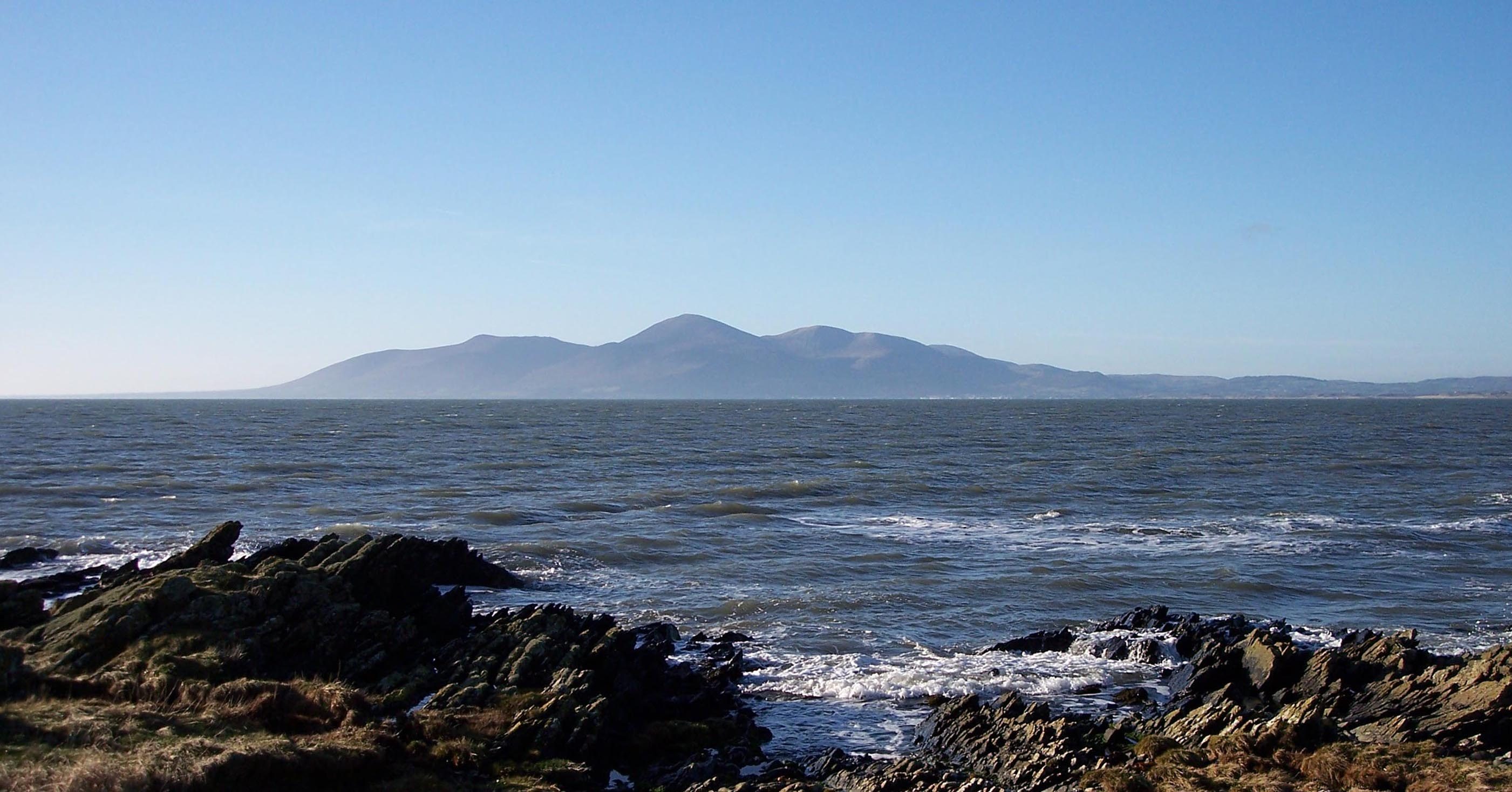
في مورن جبال، مقاطعة داون

والسفلى والعليا نهر Bann، فويل نهر ونهر بلاك ووتر شكل السهول الخصبة واسعة النطاق، مع الأراضي الصالحة للزراعة ممتازة كما وجدت في الشمال والشرق أسفل، على الرغم من أن كثيرا من البلاد تل هامشية إلى حد كبير ومناسبة لتربية الحيوانات.
ويهيمن على وادي نهر لغن من بلفاست، والتي تشمل منطقة العاصمة أكثر من ثلث سكان أيرلندا الشمالية، مع التحضر والتصنيع الثقيل على طول وادي لغن والشواطئ على حد سواء من خليج بلفاست.
كل من أيرلندا الشمالية بمناخ بحري معتدل، أكثر رطوبة وليس في الغرب من الشرق، على الرغم من الغطاء السحابي هو مستمر في جميع أنحاء المنطقة. كان الطقس لا يمكن التنبؤ بها في جميع الأوقات من السنة، وعلى الرغم من أن مواسم تختلف، فهي أقل وضوحا بكثير مما كانت عليه في الداخل أوروبا أو الساحل الشرقي لأميركا الشمالية. القصوى أثناء النهار متوسط في بلفاست هي 6.5 درجة مئوية (43.7 درجة فهرنهايت) في يناير كانون الثاني و17.5 درجة مئوية (63.5 درجة فهرنهايت) في يوليو تموز. أدى مناخ رطب وإزالة الغابات واسعة النطاق في القرنين 16 و17 في معظم أنحاء المنطقة التي تغطيها المروج الخضراء الغنية. [بحاجة لمصدر] وأعلى درجة حرارة سجلت أقصى هو 30.8 درجة مئوية (87.4 درجة فهرنهايت) في Knockarevan، قرب حامية، مقاطعة فيرماناغ في 30 يونيو 1976 وفي بلفاست في 12 تموز 1983. [بحاجة لمصدر] وأدنى درجة حرارة سجلت أدنى كان -18.7 درجة مئوية (-1.7 درجة فهرنهايت) في Castlederg، مقاطعة تيرون في 23 ديسمبر 2010.

### المقاطعات

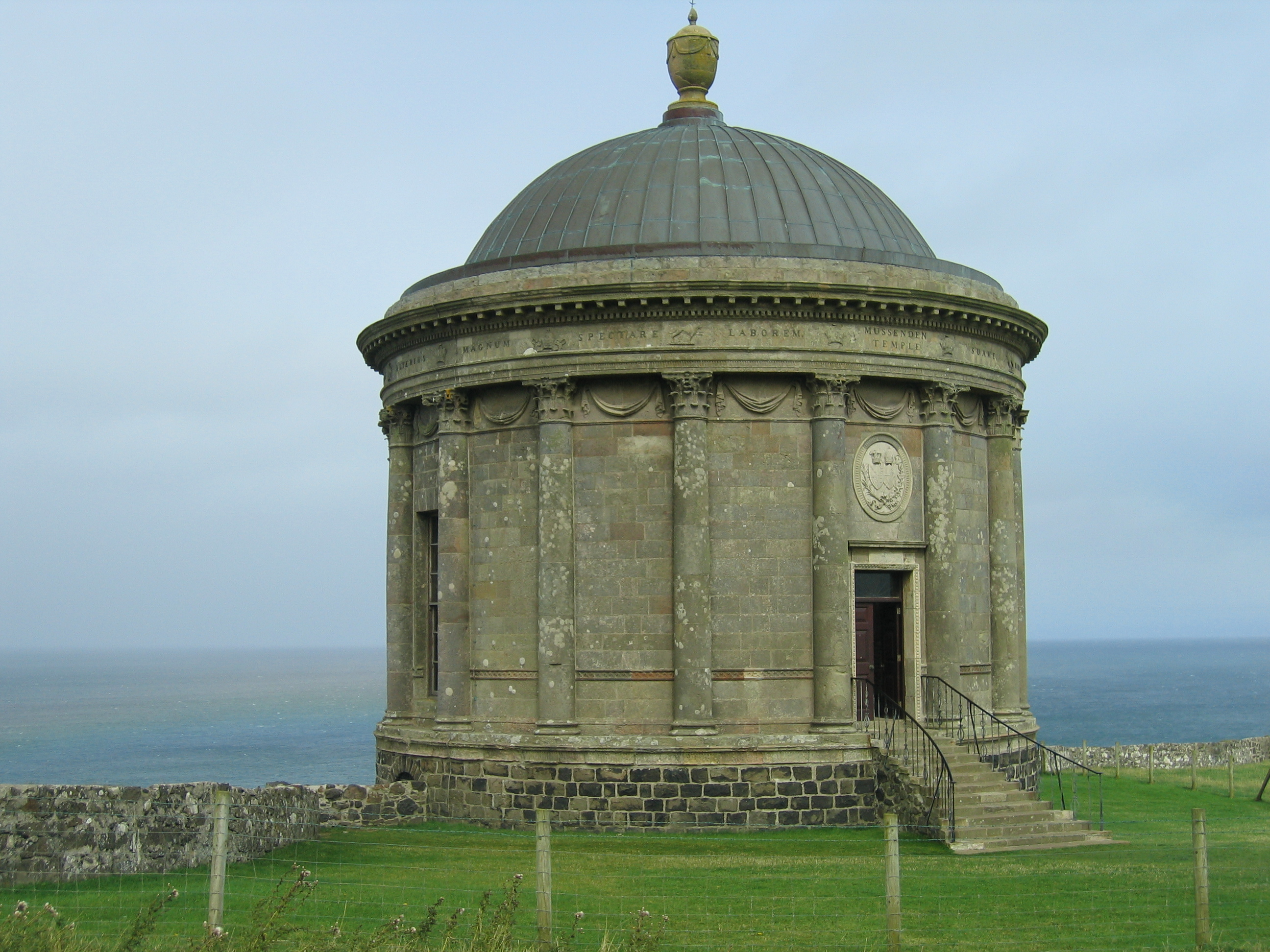
Mussenden معبد، مقاطعة لندنديري

أيرلندا الشمالية تتكون من ست مقاطعات تاريخية: مقاطعة أنتريم، أرما مقاطعة كاونتي داون، مقاطعة فيرماناغ، مقاطعة لندنديري، مقاطعة تيرون
لم تعد تستخدم هذه المقاطعات لأغراض الحكومة المحلية، بدلا من ذلك هناك 26 مناطق في أيرلندا الشمالية التي تتمتع بدرجات جغرافية مختلفة، حتى في حالة ممن وردت أسماؤهم بعد من المقاطعات التي تستمد اسمها. فيرماناغ منطقة المجلس بشكل وثيق تتبع حدود مقاطعة من الذي يأخذ اسمه. وتستند معظم المناطق حول المدن الكبيرة، على سبيل المثال كوليرين بورو مجلس تستمد اسمها من مدينة لندنديري كوليرين في مقاطعة.
على الرغم من أنها لم تعد تستخدم المقاطعات لهذا الغرض الحكومية، إلا أنها تظل وسيلة شعبية لوصف حيث الأماكن. وتستخدم رسميا في حين تقدم بطلب للحصول على جواز سفر أيرلنديا، الأمر الذي يتطلب واحد لنقول مقاطعة أحد من الولادة. اسم مقاطعة ثم يظهر في كلا الأيرلندية والإنجليزية على صفحة معلومات عن جواز السفر، وخلافا لبلدة أو مدينة الولادة على جواز سفر بريطانيا. الرابطة الغيلية رياضية لا يزال يستخدم المقاطعات، وسيلتها الرئيسية للمنظمة وفرق ممثل مجالات كل مقاطعة غا. النظام الأصلي للأرقام تسجيل السيارات التي تقوم أساسا على المحافظات لا يزال قيد الاستخدام. في عام 2000 تم إعادة هيكلة نظام ترقيم الهاتف إلى وجود مخطط 8 أرقام مع الرقم الأول يعكس مقاطعة.
حدود مقاطعة لا تزال تظهر في المساحة في أيرلندا الشمالية الخرائط والأطالس شارع فيليبس وغيرها. مع انخفاض في الاستخدام الرسمي، غالبا ما يكون هناك التباس البلدات والمدن المحيطة بها والتي تقع بالقرب من حدود مقاطعة، مثل بلفاست وليسبورن، والتي تنقسم بين المقاطعات داون وأنتريم (الأغلبية من كلتا المدينتين، مع ذلك، هي في أنتريم).

## الرموز

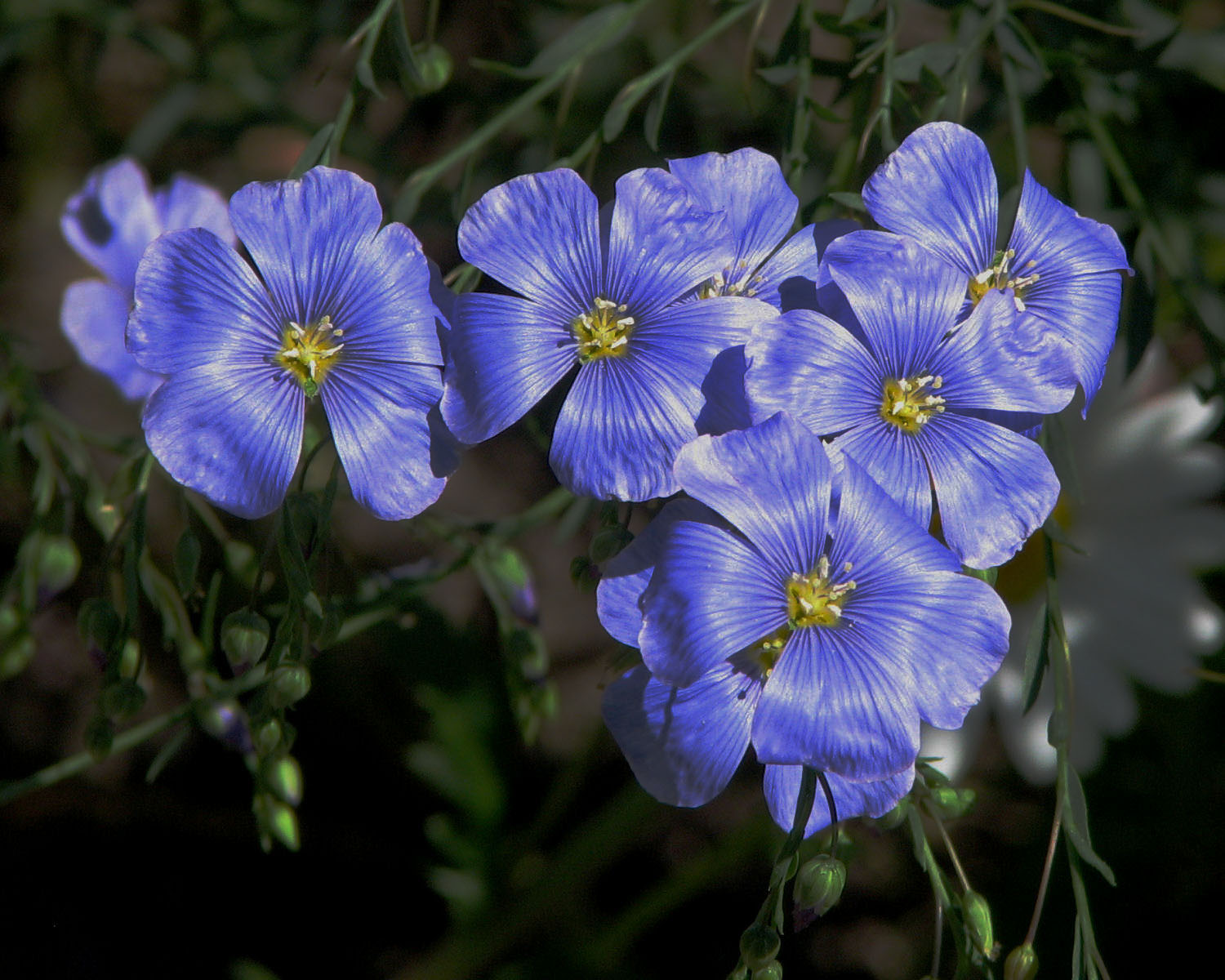
ويستند هذا الشعار لجمعية أيرلندا الشمالية على زهرة الكتان مصنع.

أيرلندا الشمالية تتكون من خليط من المجتمعات المحلية التي تمثل الولاءات الوطنية في بعض المناطق من قبل الأعلام جوا من صواري أو أعمدة الكهرباء. ونقل علم الاتحاد والعلم أيرلندا الشمالية السابق في بعض المناطق الموالية للحكومة، ويتم نقل وثلاثي الألوان، التي اعتمدها الجمهوريون كما علم من أيرلندا في عام 1848، في بعض مناطق الجمهورية. ورسمت kerbstones حتى في بعض المناطق الحمراء والبيضاء والزرقاء أو الخضراء الأبيض البرتقالي، وهذا يتوقف على ما إذا كان التعبير عن التعاطف مع السكان المحليين الوحدوي / الموالين أو القومية / الجمهوري.
العلم الرسمي هو أن الدولة لها السيادة على الأرض، أي علم الاتحاد. سابق علم أيرلندا الشمالية، والمعروف أيضا باسم "راية الستر" أو "العلم الأحمر اليد"، وهو شعار مستمد من معطف الأسلحة من حكومة أيرلندا الشمالية حتى عام 1972. منذ عام 1972، فقد كان لا صفة رسمية. يتم استخدام علم الاتحاد وشعار الستر على وجه الحصر من قبل النقابيين. "لا يسمح للعلم الستر والصليب من القديس باتريك ليس لها وضع رسمي، وبموجب النظام الأساسي للأعلام، سينقل جوا من المباني الحكومية." دول المملكة المتحدة سياسة الأعلام التي في أيرلندا الشمالية."
وقد استخدمت الأيرلندي لكرة القدم لعبة الركبي الاتحاد وكنيسة أيرلندا قطاعات منفصلة ذات لون والقديس باتريك أو «صليب القديس باتريك». تم إنشاء هذا X حمراء على حقل أبيض في القرن 18، وكان يستخدم لتمثيل أيرلندا في علم المملكة المتحدة لبريطانيا وأيرلندا. لا يزال يستخدم من قبل بعض أفواج الجيش البريطاني. وتوجد أيضا أعلام أجنبية، مثل الأعلام الفلسطينية في بعض المناطق القومي والأعلام الإسرائيلية في بعض المناطق الوحدوي.
النشيد الوطني المملكة المتحدة من «حفظ الله الملكة» لعبت في كثير من الأحيان على أحداث حالة في أيرلندا الشمالية. في دورة العاب الكومنولث وبعض الأحداث الرياضية الأخرى، وفريق أيرلندا الشمالية يستخدم الستر راية كما علمها - على الرغم من افتقارها للصفة رسمية - والهواء لندنديري (تحدد عادة على كلمات مثل داني بوي)، والتي لا تملك صفة رسمية، كما نشيدها الوطني. وفريق كرة القدم أيرلندا الشمالية كما يستخدم الستر راية كما علمها لكنه يستخدم «فليحفظ الله الملكة» ونشيدها الوطني. يتم فتحها الرئيسية الغيلية مباريات جمعية رياضية من قبل الأيرلندية النشيد الوطني، «Amhrán NA bhFiann (أغنية الجندي)»، والذي يستخدم أيضا من قبل معظم غيرها من المنظمات الرياضية جميع أيرلندا. ومنذ عام 1995، وفريق أيرلندا اتحاد الرجبي واستخدمت أغنية بتكليف خاص، «في أيرلندا الدعوة»، كما الفريق النشيد. لعبت أيضا النشيد الوطني الأيرلندي في دبلن مباريات، ويجري النشيد في البلد المضيف.
أصبحت الجداريات الأيرلندي الشمالي المعروفة ملامح من أيرلندا الشمالية، والتي تصور انقسامات الماضي والحاضر، وكلاهما أيضا توثيق السلام والتنوع الثقافي. وقد تم توثيق ما يقرب من 2000 الجداريات في أيرلندا الشمالية منذ 1970s (انظر Conflict Archive on the Internet/Murals).

### أسماء بديلة
كثير من الناس داخل وخارج أيرلندا الشمالية استخدام أسماء أخرى لأيرلندا الشمالية، اعتمادا على وجهة نظرهم. خلاف على الأسماء، والقراءة من الرمزية السياسية في استخدام أو عدم استخدام للكلمة، كما تعلق نفسها إلى بعض المراكز الحضرية. والمثال الأكثر شهرة هو ما إذا كان ينبغي أن تسمى مدينة في أيرلندا الشمالية الثانية «ديري» أو «لندنديري».
اختيار اللغة والتسميات في أيرلندا الشمالية غالبا ما يكشف عن الهوية الثقافية والعرقية والدينية من مكبر الصوت. وكان أول وزير النائب الأول لأيرلندا الشمالية، شيموس مالون، لانتقادات من سياسيين النقابي للدعوة إلى المنطقة «في شمال أيرلندا» في حين تم شين فين وانتقد في بعض الصحف الأيرلندية للإشارة لا يزال في «المقاطعات الست».
أولئك الذين لا ينتمون إلى أي جماعة لكن تميل جانب واحد غالبا ما تميل إلى استخدام اللغة في تلك المجموعة. أنصار العمل النقابي في وسائل الإعلام البريطانية (وخصوصا صحيفة ديلي تلغراف وديلي اكسبرس) استدعاء بانتظام أيرلندا الشمالية «أولستر». بعض الميول القومية والجمهوري، وسائل الإعلام في أيرلندا دائما تقريبا استخدام «شمال أيرلندا»، «كوريا الشمالية» أو«ست مقاطعات».
الحكومة والهيئات الثقافية في أيرلندا الشمالية، ولا سيما تلك التي يرجع تاريخها إلى ما قبل 1980s [بحاجة لمصدر]، وغالبا ما تستخدم كلمة «أولستر» في عناوينها، على سبيل المثال، جامعة الستر، ومتحف ألستر، وأوركسترا الستر، وراديو بي بي سي الستر.
على الرغم من أن بعض نشرات الأخبار منذ 1990s اختارت لتجنب كل الشروط المثيرة للجدل واستخدم الاسم الرسمي، أيرلندا الشمالية، فإن مصطلح «الشمال» لا تزال تستخدم عادة من قبل وسائل البث في الجمهورية، إلى الانزعاج من بعض النقابيين. [بحاجة لمصدر] بيرتي أهيرن، وبيرتي السابق، والآن دائما تقريبا يشير إلى «أيرلندا الشمالية» في العام، وكان سابقا يستخدم فقط «الشمال». للمدينة في أيرلندا الشمالية ثاني أكبر، وسائل البث التي يتم محاذاتها إما إلى مجتمع والمرئية والمسموعة على حد سواء لاستخدام كل الأسماء بالتبادل، غالبا ما تبدأ مع تقرير «لندنديري» ومن ثم استخدام «ديري» في بقية التقرير. ومع ذلك، في أيرلندا الشمالية، وسائل الإعلام المطبوعة التي يتم محاذاة إلى أي مجتمع (هو الانحياز رسالة إلى أخبار المجتمع النقابي في حين يتم محاذاة الأخبار الأيرلندية للمجتمع وطني) عموما استخدام مصطلح مجتمعهم المفضل. الصحف البريطانية ذات الميول الوحدوية، مثل صحيفة الديلي تلغراف، وعادة ما يستخدم لغة المجتمع الوحدوي. لكن صحيفة الغارديان أكثر يسارية توصي في دليل اسلوبه باستخدام «ديري» و«مقاطعة ديري»، و«لا لندنديري».
وينظر في بعض الأحيان تقسيم في التسميات في أسماء المنظمات المرتبطة مع واحدة أو أخرى من الطوائف الرئيسية، ولكن هناك استثناءات عديدة. في ألعاب الغيلية، تليها بشكل رئيسي من قبل القوميين، في مقاطعة غا هو «ديري»، ولكن في الرياضة بعد أساسا من النقابيين، والنوادي تميل إلى تجنب استخدام «لندنديري» لصالح لغات أكثر دقة (Glendermott نادي الكريكت) أو مصطلحات محايدة (فويل نادي هوكي). «ديري»، كما تستخدم في أسماء الكنيسة كل من أيرلندا والأبرشيات الكاثوليكية الرومانية، وبواسطة واحدة من أكبر الجمعيات الأخوية البروتستانتية، والأولاد المتدرب من ديري. لم يكن هناك اتفاق على كيفية اتخاذ قرار بشأن اسم. عندما وكان المجلس القومي لسيطرة محلية صوتت لإعادة تسمية مدينة اعترض «ديري» النقابيين، مشيرا إلى أن لأنها تدين وضعها مدينة إلى الميثاق الملكي، فقط على ميثاق صادر عن الملكة ويمكن تغيير الاسم. الملكة لم تتدخل في هذا الشأن، وبالتالي يسمى الآن مجلس مدينة ديري مجلس المدينة في حين لا يزال لندنديري رسميا. ومع ذلك، فقد طبعت مجلس مجموعتين من القرطاسية - واحد لكل مصطلح - وسياستها هي للرد على المراسلات باستخدام أي مصطلح المرسل الأصلي المستخدمة.
في بعض الأحيان من ارتفاع التوتر الطائفي، كل طرف يشكو بانتظام من استخدام التسميات المرتبطة المجتمعية الأخرى من قبل طرف ثالث مثل مؤسسة اعلامية، مدعيا هذا الاستخدام واضح يشير إلى «التحيز» ضد مجتمعهم.

### أوصاف
لا يوجد مصطلح المقبولة عموما لوصف ما أيرلندا الشمالية هو:. مقاطعة ومنطقة وبلد أو أي شيء آخر. إن اختيار مصطلح يمكن أن تكون مثيرة للجدل ويمكن أن تكشف عن الأفضليات والكاتب السياسي. هذا وقد لوحظ وجود مشكلة العديد من الكتاب في أيرلندا الشمالية، مع عدم وجود حل يوصى بها عموما.
ويرجع ذلك جزئيا إلى الطريقة التي والمملكة المتحدة وأيرلندا الشمالية خرجت إلى حيز الوجود، لا يوجد أي المدة المحددة قانونا لوصف ما أيرلندا الشمالية «هو». وهناك أيضا أي وسيلة موحدة أو توجيه للإشارة إلى أيرلندا الشمالية بين الوكالات التابعة لحكومة المملكة المتحدة. على سبيل المثال، المواقع التابعة لمكتب رئيس وزراء المملكة المتحدة والإحصائيات في المملكة المتحدة السلطة وصف المملكة المتحدة بأنها تتكون من أربع دول، واحدة من هذه أيرلندا الشمالية حاليا. صفحات أخرى على المواقع نفسها تشير إلى أيرلندا الشمالية على وجه التحديد باعتبارها «المقاطعة»، كما فعل المنشورات التي تصدرها السلطة الاحصائيات المملكة المتحدة. والموقع الإلكتروني للإحصائيات أيرلندا الشمالية والبحوث وكالة يشير أيضا إلى أيرلندا الشمالية بأنها مقاطعة كما يفعل الموقع الإلكتروني للمكتب المعلومات في القطاع العام وغيرها من الوكالات في أيرلندا الشمالية. من منشورات وزارة الخزانة جلالة وزارة المالية والأفراد للمجلس التنفيذي، أيرلندا الشمالية، من ناحية أخرى، وصف أيرلندا الشمالية بأنها «منطقة من المملكة المتحدة». التقديم في المملكة المتحدة إلى مؤتمر عام 2007 للأمم المتحدة بشأن توحيد الأسماء الجغرافية يحدد المملكة المتحدة على أنها تتكون من اثنين من البلدان (إنجلترا واسكتلندا)، واحدة إمارة (ويلز) ومقاطعة واحدة (أيرلندا الشمالية).
وعلى عكس انكلترا واسكتلندا وويلز وأيرلندا الشمالية ليس لديها تاريخ من كونها دولة مستقلة أو ان يكون الوطن في حد ذاته. بعض الكتاب وصف للمملكة المتحدة على أنها تتكون من ثلاث دول ومقاطعة واحدة أو نشير إلى الصعوبات التي تدعو أيرلندا الشمالية بلد. المؤلف كتابة على وجه التحديد حول أيرلندا الشمالية استبعاد فكرة ان أيرلندا الشمالية هي «البلد» بعبارات عامة، ورسم التناقضات في هذا الصدد مع إنجلترا واسكتلندا وويلز. وحتى بالنسبة للفترة التي تغطي أول 50 عاما من وجودها في أيرلندا الشمالية، ويعتبر هذا البلد مصطلح غير مناسب من قبل بعض علماء السياسة على أساس أن أدلى لا يزال العديد من القرارات في لندن. وأشار أيضا إلى عدم وجود أمة متميزة من أيرلندا الشمالية، منفصلة داخل جزيرة أيرلندا، من كونها مشكلة مع استخدام مصطلح وهو على النقيض من انكلترا واسكتلندا وويلز.
العديد من المعلقين يفضلون استخدام مصطلح «محافظة»، على الرغم من أن هذا هو أيضا لا يخلو من المشاكل. يمكن أن يثير تهيج، وبخاصة بين القوميين، والذين يتم حجز بشكل صحيح مقاطعة اللقب للمحافظة التقليدية من الستر، والتي تحتل أيرلندا الشمالية ستة من بين تسع مقاطعات. ودليل على غرار بي بي سي أن أشير إلى الشمالية أيرلندا بمثابة محافظة، واستخدام مصطلح شائع في الأدب وتقارير صحيفة في أيرلندا الشمالية والمملكة المتحدة. وقد وصفت بعض الكتاب على معنى هذا المصطلح بأنها ملتبسة: في إشارة إلى أيرلندا الشمالية بأنها مقاطعة كل من المملكة المتحدة وبلد تقليدي من أيرلندا.
ويستخدم «منطقة» من قبل عدة وكالات حكومية في المملكة المتحدة والاتحاد الأوروبي. بعض الكتاب اختيار هذه الكلمة ولكن لاحظ أنه «غير مرض». ويمكن أيضا أيرلندا الشمالية يمكن وصفها ببساطة بأنها «جزء من المملكة المتحدة»، بما في ذلك المكاتب الحكومية في المملكة المتحدة.

## الاقتصاد

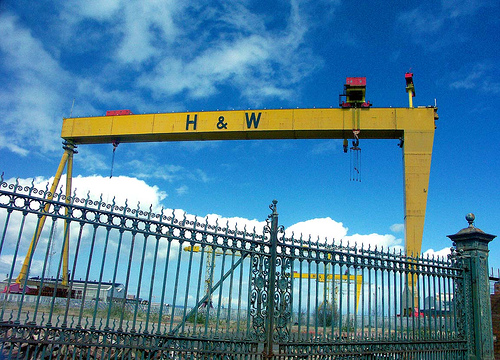
رافعات في هارلاند وولف حوض بناء السفن.

اقتصاد أيرلندا الشمالية هو أصغر من الاقتصادات الأربعة التي تشكل المملكة المتحدة. أيرلندا الشمالية تقليديا الاقتصاد الصناعي، وعلى الأخص في مجال صناعة بناء السفن، الحبال، والمنسوجات، ولكن منذ ذلك الحين معظم الصناعات الثقيلة حلت محلها الخدمات، في المقام الأول في القطاع العام.
كما تلعب السياحة دورا كبيرا في الاقتصاد المحلي. في الآونة الأخيرة واستفاد الاقتصاد من استثمارات كبيرة من قبل العديد من الشركات متعددة الجنسيات الكبيرة إلى صناعة التكنولوجيا العالية. تنجذب هذه المنظمات كبير من قبل الإعانات الحكومية والقوى العاملة الماهرة في أيرلندا الشمالية.
وقد شهد الاقتصاد المحلي انكماش خلال فترة الانكماش الاقتصادي الأخير في الاقتصاد العالمي، وذلك استجابة لجمعية أيرلندا الشمالية وأوفدت بعثات تجارية إلى دول من بينها الولايات المتحدة والهند وخطة لزيارة الصين. مع هذا، فإن الجمعية هي في نقاش مع المستشارة من وزير الخزانة جورج أوزبورن من اجل الحصول على صلاحيات فرض الضرائب، والتي من شأنها أن تمكن من خفض الضريبة في شمال أيرلندا وتمشيا مع ذلك من جمهورية أيرلندا.

## النقل

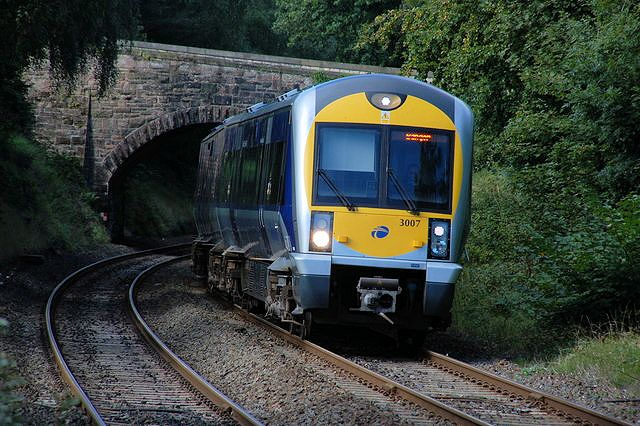
في NIR قطار

يتم تقديم وأيرلندا الشمالية من قبل ثلاثة مطارات بلفاست الدولي قرب أنتريم، جورج مدينة بلفاست أفضل دمجها في شبكة السكك الحديدية في سيدنهام في بلفاست الشرقية، ومدينة ديري في لندنديري مقاطعة.
الموانئ البحرية الرئيسية في بلفاست Larne ونقل الركاب والبضائع بين بريطانيا العظمى وأيرلندا الشمالية.
ويتم تشغيل خطوط السكك الحديدية نقل الركاب بواسطة السكك الحديدية أيرلندا الشمالية. مع إيريان Iarnrod (الأيرلندية السكك الحديدية)، وشمال أيرلندا السكك الحديدية تتعاون في توفير خدمة المشاريع المشتركة بين كونولي دبلن وبلفاست الوسطى. خطوط السكك الحديدية الرئيسي الذي يربط من وإلى بلفاست العظمى فيكتوريا شارع محطة السكك الحديدية ووسط بلفاست هي:
- الخط ديري وفرع بورتراش.
- وLarne الخط
- في بانجور الخط
- وبورتاداون الخط

الطرق السريعة الرئيسية هي:-
- M1 ربط بلفاست إلى الجنوب والغرب، وتنتهي في دونغانون سويفت
- M12 الذي يربط بين M1 إلى بورتاداون
- M2 ربط بلفاست إلى الشمال. قسما لا علاقة أيضا للM2 بواسطة يمر بلايميندا
- M22 الذي يربط M2 إلى قرب Randalstown
- M3 الذي يربط بين M1 وM2 في بلفاست مع المسار المزدوج A2 إلى بانجور
- M5 جاري الاتصال باستخدام بلفاست إلى نيوتاونبي

تم ترقيته الطريق عبر الحدود التي تربط موانئ Larne في أيرلندا الشمالية وRosslare مرفأ في جمهورية أيرلندا كجزء من مخطط الذي يموله الاتحاد الأوروبي. الأوروبي الطريق E01 يمتد من Larne من خلال جزيرة أيرلندا وإسبانيا والبرتغال إلى إشبيلية.

## التركيبة السكانية
| دين في أيرلندا الشمالية                             | دين في أيرلندا الشمالية | دين في أيرلندا الشمالية | دين في أيرلندا الشمالية | دين في أيرلندا الشمالية |
| --------------------------------------------------- | ----------------------- | ----------------------- | ----------------------- | ----------------------- |
| الدين                                               | الدين                   |                         | في المئة                | في المئة                |
| البروتستانتية*                                      | البروتستانتية*          |                         | 45.57%                  | 45.57%                  |
| الرومانية الكاثوليكية                               | الرومانية الكاثوليكية   |                         | 40.26%                  | 40.26%                  |
| لا دين                                              | لا دين                  |                         | 13.88%                  | 13.88%                  |
| الديانات غير المسيحية                               | الديانات غير المسيحية   |                         | 0.30%                   | 0.30%                   |
| * كنيسة أيرلندا، الكنيسة المشيخية في أيرلندا وغيرهم |                         |                         |                         |                         |

وقد زاد عدد سكان أيرلندا الشمالية سنويا منذ عام 1978. قدر عدد السكان في عام 2010 إلى أقل قليلا من 1.8 مليون، حتى من تحت فقط 1.7 مليون في تعداد المملكة المتحدة عام 2001. هذا يشكل أقل من 3% من سكان المملكة المتحدة (62 مليون) وأكثر من مجرد 28% من السكان في جزيرة أيرلندا (6.3 مليون دولار).
من حيث الانتماء العرقي، فإن عدد سكان أيرلندا الشمالية، في مجملها، أبيض (99.15%). 91% من الناس أيرلندا الشمالية المولد، ولدت مع 4.8% في أماكن أخرى في المملكة المتحدة ويولد 2.3% في جمهورية أيرلندا. وشكلت المسافرون الأيرلندية ل0.1% من عدد السكان. وكانت أكبر شركة في غير البيض الجماعات العرقية الآسيويون (0.4%)، والتي الصينية شكلت 60.7%، 23% للالهندي والباكستاني عن 9.8% من المجموع. وشكلت السود من أصول مختلفة عن 0.06% من سكان أيرلندا الشمالية، والناس من العرق المختلط بلغت 0.2%.
في تعداد عام 2001، 45.6% من السكان حُددت بأنها تنتمي إلى الطوائف المسيحية غير الكاثوليك ( البروتستانتية أو غيرها). وكان أكبر هذه الطوائف الكنيسة المشيخية في أيرلندا وكنيسة أيرلندا التابعة لكنيسة إنجلترا والكنيسة الميثودية في أيرلندا كونها 20.7%، 15.3% و3.5% من مجموع السكان على التوالي. أكبر طائفة واحدة هي الكنيسة الكاثوليكية الرومانية، والتي حُددت بأنها 40، 3% من السكان . بالإضافة إلى ذلك، 6.1% من السكان هم من المسيحيين أو المسيحية ذات الصلة، وبنسبة حُددت بأنها 0.3% مع الديانات غير المسيحية، في حين أن 13.9% حُددت بأنها لا تتبع أي دين. من حيث الخلفية المجتمع (دين أي واحد نفسه أو الدين أحضر واحد حتى جاء 43.8% في)، 53.1% من سكان أيرلندا الشمالية جاء من خلفية بروتستانتية، من خلفية كاثوليكية، 0.4% من غير المسيحيين الخلفيات و2.7% غير الدينية الخلفيات في التعداد نفسه.

### لغات

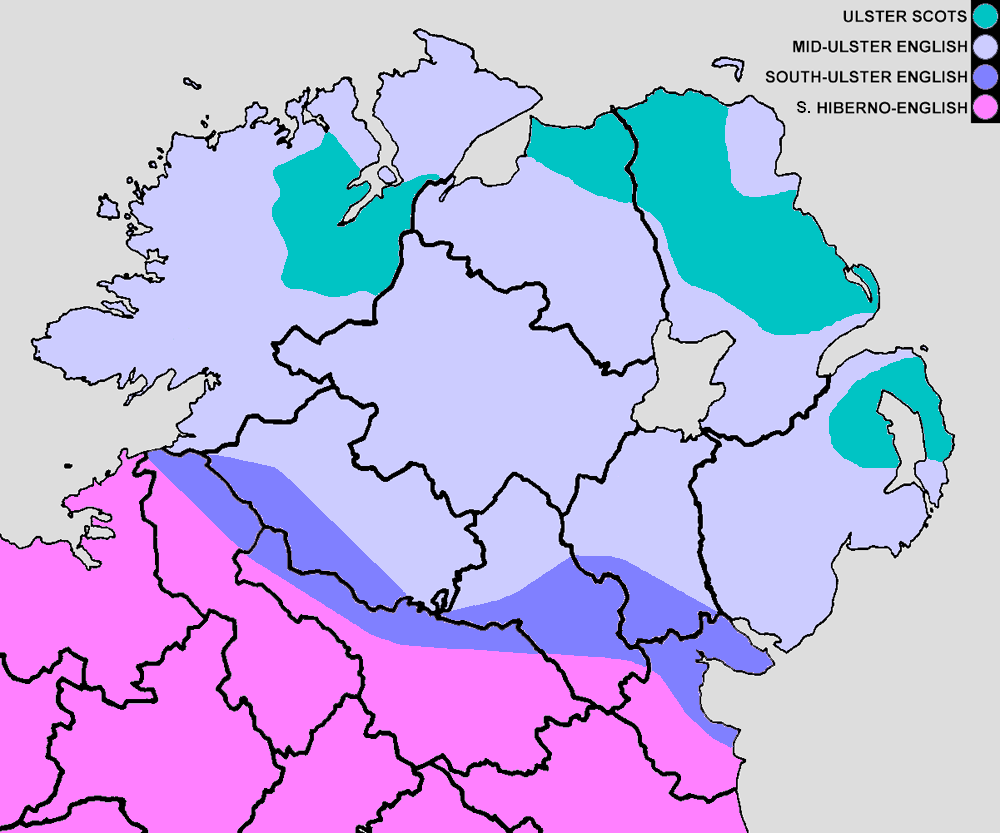
تقريبي حدود الحالية والتاريخية الإنجليزية / الاسكتلنديين اللهجات في أولستر. منتصف أولستر اللغة الإنجليزية هي في اللون الأزرق الفاتح. لم تعد تستعمل الستر الاسكتلندية (الخضراء) في تلك المنطقة بأكملها. الأيرلندي الناطقة Gaeltacht لا يظهر.

ويتحدث اللغة الإنجليزية كلغة أولى من قبل وكلها تقريبا من سكان أيرلندا الشمالية. انها هي اللغة الرسمية بحكم الأمر الواقع وإقامة العدل (اللغة) لعام (أيرلندا) 1737 يحظر استخدام لغات أخرى غير الإنجليزية في الإجراءات القانونية.
بموجب اتفاق الجمعة العظيمة، يتم التعرف على الأيرلندية والستر الاسكتلندية (لهجات من اللغة الستر الاسكتلندية)، التي تعرف أحيانا باسم Ullans، بأنه «جزء من الثروة الثقافية في أيرلندا الشمالية». اثنان من كل جزيرة الهيئات من أجل تعزيز تم إنشاء هذه بموجب الاتفاق: الاسكتلندية الستر الوكالة، التي تروج لهجة الاسكتلنديين الستر والثقافة، وشركة فرص NA ملتقى الطلاب السعوديين، والذي يروج للغة الأيرلندية. هؤلاء يعملون بشكل منفصل تحت إشراف الهيئة اللغة شمال / جنوب، التي تقدم تقاريرها إلى الشمال / الجنوب المجلس الوزاري.
صدقت الحكومة البريطانية في عام 2001 على الميثاق الأوروبي للغات الإقليمية أو الأقلية. تم تحديد الأيرلندي (في أيرلندا الشمالية) في الجزء الثالث من الميثاق، مع مجموعة من تعهدات محددة فيما يتعلق بالتعليم، والترجمة من النظام الأساسي، والتفاعل مع السلطات العامة، واستخدام أسماء الأماكن، والوصول إلى وسائل الإعلام، ودعم الأنشطة الثقافية وغيرها من المسائل. كانت تمنح على مستوى أدنى من الاعتراف على الاسكتلنديين أولستر، في إطار الجزء الثاني من الميثاق.

#### الإنجليزية
الإنجليزية الأيرلندية هي اللكنة المنطوقة في أيرلندا الشمالية ويظهر تأثير من لغة الاسكتلنديين الأراضي المنخفضة. وهناك من المفترض أن بعض الاختلافات الدقيقة في النطق بين البروتستانت والكاثوليك، وأشهرها هو اسم حرف H، والتي تميل إلى أن البروتستانت نطق كما "aitch"، كما هو الحال في الإنجليزية البريطانية، والكاثوليك يميلون إلى نطق باسم "haitch"، كما هو الحال في Hiberno الإنجليزية. ومع ذلك، والجغرافيا هي عامل حاسم أكثر أهمية بكثير من لهجة من خلفية دينية.

#### الأيرلندية

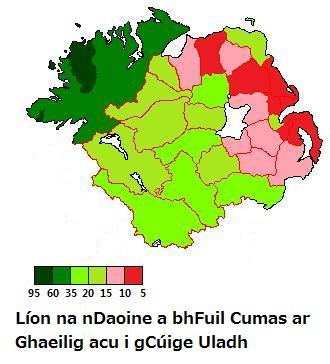
النسبة المئوية للأشخاص في كل منطقة إدارية في أولستر الذين لديهم القدرة على التحدث الأيرلندية. (المقاطعات من جمهورية أيرلندا ومناطق مجلس مقاطعة أيرلندا الشمالية).

اللغة الأيرلندية (الأيرلندية: 1 Ghaeilge)، أو الغيلية، هي اللغة الأم لجزيرة أيرلندا. كان يتحدث وهو في الغالب ما هو الآن في جميع أنحاء أيرلندا الشمالية قبل الستر المزارع في القرن 17، وأكثر الأسماء مكان في الشمال. أيرلندا إصدارات anglicised من اسم الغيلية. اليوم، ويرتبط مع اللغة القومية الأيرلندية (وبالتالي مع المجتمع الكاثوليكي). ومع ذلك، في القرن 19، كان ينظر إلى اللغة باعتبارها تراثا مشتركا، مع البروتستانت الستر لعب دورا قياديا في إحياء اللغة الغيلية.
في تعداد عام 2001، ادعى 10% من سكان أيرلندا الشمالية «بعض المعرفة الأيرلندية» وأفاد 4.7% أن تكون قادرة على «التحدث والقراءة والكتابة وفهم» الأيرلندية. وفي آخر استطلاع، من عام 1999 وقال 1% من المستطلعين أنهم يتكلمون على أنها لغتهم الرئيسية في المنزل.
اللهجة المحكية في أيرلندا الشمالية، أو الأيرلندية اولستر الأيرلندية دونيجال، هو الأقرب إلى الغالية الاسكتلندية (والتي تطورت لتصبح لغة منفصلة عن الغيلية الأيرلندية في القرن 17). ويجري تقاسم بعض الكلمات والعبارات مع الغيلية الاسكتلندية، واختلاف لهجات من الستر الشرق - هؤلاء من جزيرة Rathlin والوديان من أنتريم - كانت تشبه إلى حد بعيد لهجة من أرغيل، وجزء من اسكتلندا أقرب إلى أيرلندا الشمالية.
استخدام اللغة الأيرلندية في أيرلندا الشمالية اليوم هي حساسة سياسيا. على الانتصاب من قبل بعض المجالس المحلية من أسماء الشوارع ثنائي اللغة باللغتين الإنكليزية والأيرلندية، على الدوام في الدوائر القومية بالدرجة الأولى، وقاومت من قبل النقابيين الذين يدعون أن يخلق «عامل البرد»، وبالتالي يضر العلاقات المجتمعية. وفشلت الجهود التي يبذلها أعضاء الجمعية أيرلندا الشمالية لوضع تشريعات لبعض رسمي يستخدم اللغة لتحقيق المطلوب عبر دعم المجتمع، وحكومة المملكة المتحدة قد انخفض للتشريع.

#### الستر الاسكتلندية
الستر الاسكتلندية تضم نوعا من اللغة الاسكتلندية التي قيلت في أيرلندا الشمالية. للمتحدث باللغة الإنجليزية، «[أولستر الاسكتلنديين] يمكن الوصول إليها نسبيا، وحتى في ما يمكن أن يفهم على أشده بسهولة إلى حد ما مع مساعدة من معجم.»
جنبا إلى جنب مع اللغة الأيرلندية، أقر اتفاق الجمعة العظيمة لهجة كجزء من ثقافة في أيرلندا الشمالية فريدة من نوعها، واتفاق سانت اندروز المعترف بها على ضرورة «تعزيز وتطوير لغة الاسكتلنديين في آلستر، تراث والثقافة».
نحو 2% من عدد السكان المطالبة التحدث الستر الاسكتلندية. ومع ذلك، فإن عدد متحدثا أنها لغتهم الأساسية في وطنهم لا يكاد يذكر.

#### لغات الإشارة
لغة الإشارة الأكثر شيوعا في أيرلندا الشمالية أيرلندا الشمالية لغة الإشارة (NISL). لكن، منذ ذلك الحين، في أسر الماضي، الكاثوليكية تميل إلى إرسال أبنائهم إلى مدارس الصم في دبلن، ويشيع استخدام لغة الإشارة الأيرلندية (ISL) بين كثير من الناس كبار السن أصم من العائلات الكاثوليكية.
الأيرلندية لغة الإشارة (ISL) لديه بعض النفوذ من عائلة والفرنسية لغة الإشارة، والذي يتضمن لغة الإشارة الأمريكية (ASL). NISL يأخذ جزء كبير من العائلة البريطانية لغة الإشارة (والذي يتضمن أيضا Auslan) مع العديد من الاقتراض من ASL. هو وصفها بأنها تتعلق لغة الإشارة الأيرلندية على المستوى النحوي في حين يقوم المعجم في لغة الإشارة البريطانية (BSL) وASL. [بحاجة لمصدر]
اعتبارا من مارس 2004 [بحاجة لمصدر] الحكومة البريطانية تعترف فقط لغة الإشارة البريطانية والأيرلندية لغة الإشارة باعتبارها لغة الإشارة الرسمية المستخدمة في أيرلندا الشمالية.

## الثقافة
مع تحسين سمعتها الدولية، وشهدت أيرلندا الشمالية في الآونة الأخيرة أعداد متزايدة من السياح. الجذب السياحي تشمل المهرجانات الثقافية، والتقاليد الموسيقية والفنية، والريف والمواقع الجغرافية للاهتمام، والمنازل العامة، والرحابة والرياضية (الغولف وصيد الأسماك وخاصة). منذ 1987 تم السماح لفتح بيوت عامة يوم الأحد، على الرغم من بعض المعارضة.
دورة ألستر هو مجموعة كبيرة من النثر والشعر تتمحور حول الأبطال التقليدي للUlaid في ما هو الآن في شرق الستر. هذه هي واحدة من الدورات الاربع الكبرى من الأساطير الأيرلندية. مراكز دورة حول عهد Conchobar ماك Nessa، الذي يقال أنه كان ملك من الستر في وقت قريب من المسيح. واستبعد من ماشا Emain (الآن نافان حصن بالقرب أرما)، وكان التنافس الشرس مع Medb ملكة وملك Ailill Connacht وحليفهم، فيرغوس ماك Róich، الملك السابق من الستر. البطل قبل كل شيء من الدورة هو Cúchulainn Conchobar ابن شقيق.

## الرياضة
في أيرلندا الشمالية، رياضة شعبية وهامة في حياة الكثير من الناس. الرياضة تميل إلى أن تكون نظمت على أساس كل أيرلندا وأيرلندا الشمالية وجمهورية أيرلندا مجال غالبا ما يكون فريق واحد. والاستثناء الأكثر وضوحا هو اتحاد كرة القدم، التي لديها مجالس إدارة مستقلة عن كل ولاية قضائية.

### الرياضة الميدانية
لكرة القدم الأيرلندية جمعية (ايفا) هي الهيئة المنظمة لكرة القدم في أيرلندا الشمالية. على أعلى مستوى من المنافسة في أيرلندا الشمالية هو الدوري الممتاز ايفا. ومع ذلك، أفضل لاعبي الأيرلندية الشمالية تميل إلى اللعب لأندية في البطولات الإنجليزية أو الاسكتلندي. هناك أيضا البطولة كل جزيرة، وكأس سيتانتا، التي تضم ستة فرق الدوري الممتاز ايفا وستة فرق من جمهورية الدوري الممتاز في أيرلندا. على الرغم من سكان أيرلندا الشمالية الصغيرة، وفريقها الدولية المؤهلة لنهائيات كأس العالم في عام 1982، 1958 و1986، مما يجعل لدور الثمانية في عام 1958 و1982.
المقاطعات الست في أيرلندا الشمالية هي من بين التسعة التي تحكمها الستر فرع الاتحاد الأيرلندي لكرة القدم لعبة الركبي، الهيئة الإدارية للاتحاد الركبي في أيرلندا. الستر هو واحد من أربعة فرق المحافظات المهني في أيرلندا ويتنافس في دوري سلتيك وكأس أوروبا وفازت في مسابقة كأس الاتحاد الأوروبي في عام 1999. في المسابقات الدولية، وفريق لعبة الركبي أيرلندا نجاحات وطنية حديثة تشمل أربعة تيجان الثلاثي بين عامي 2004 و2009، وبطولة من البطولات الاربع الكبرى في عام 2009 في بطولة الامم الست.
وقد شارك الوطني أيرلندا فريق دوري الرجبي في بطولة الأمم الناشئة (1995)، ورابطة العالم سوبر التسعات (1996)، كأس العالم (2000 و2008)، كأس الأمم الأوروبية (منذ 2003) وكأس النصر (2004). في أيرلندا فريق دوري الرجبي تنافس سنويا في المنافسة للهواة الأمم أربعة (منذ 2002) والتحدي باتريك القديس اليوم (منذ 1995).
فريق الكريكيت أيرلندا هي عضو مشارك في مجلس الكريكيت الدولي. وشارك في عام 2007 كأس العالم للكريكيت وتأهلت لل8S السوبر وفعلت الشيء نفسه في العالم للمحكمة الجنائية الدولية 2009 Twenty20. أيرلندا أبطال الحالي للمحكمة الجنائية الدولية كأس القارات. واحد من أماكن أيرلندا الدولية العادية ستورمونت في بلفاست.
وتشمل ألعاب كرة القدم الغالية الغالية، القاء وكرة اليد والبيسبول. من الأربعة، وكرة القدم هي الأكثر شعبية في أيرلندا الشمالية. لاعبين يلعبون لاندية محلية مع اختياره أفضل لفرق بلدهم. وغا الستر هي فرع من فروع جمعية رياضية الغالية التي هي المسؤولة عن المقاطعات التسعة في الستر، والتي تشمل ستة من أيرلندا الشمالية. هذه تسعة فرق مقاطعة المشاركة في بطولة كرة القدم كبار الستر، الستر أقدم بطولة القذف، عموم أيرلندا أقدم بطولة لكرة القدم وعموم أيرلندا أول بطولة القذف. النجاحات الأخيرة للفرق في أيرلندا الشمالية لعام 2002 وتشمل أرما عموم أيرلندا أول بطولة كرة القدم فوز وانتصارات تيرون في عام 2003 و2005 و2008.

### غولف
ربما وتأتي هذه النجاحات في أيرلندا الشمالية أبرز في رياضة المحترفين في لعبة غولف. وقد ساهم أيرلندا الشمالية حامل اللقب أكثر الكبرى في العصر الحديث من أي بلد أوروبي آخر، مع ثلاثة في غضون 14 شهرا فقط من بطولة الولايات المتحدة المفتوحة في عام 2010 إلى البطولة المفتوحة في عام 2011. لاعب غولف بارزة تشمل فريد دالي (الفائز في بطولة عام 1947)، كأس رايدر اللاعبين رونان غير منظم وFeherty ديفيد، مما يؤدي الجولة الأوروبية للمحترفين ديفيد جونز، مايكل هوي (الفائز في جولة في عام 2011) وغاريث Maybin، فضلا عن ثلاثة الرئيسية الأخيرة الفائزين غرايم ماكدويل (الفائز في بطولة الولايات المتحدة المفتوحة في عام 2010، أول أوروبي على القيام بذلك منذ 1970)، روري ماكلروي (الفائز في بطولة الولايات المتحدة المفتوحة في عام 2011) ودارين كلارك (الفائز في بطولة في عام 2011). وقد ساهمت أيرلندا الشمالية أيضا العديد من اللاعبين لبريطانيا العظمى وأيرلندا فريق كأس وكر، بما في ذلك دنبار آلان بول كاتلر والذي لعب في فريق 2011 منتصرا في اسكتلندا.
تأسس اتحاد الغولف من أيرلندا، والهيئة الإدارية للرجال والغولف الصبي الهواة في جميع أنحاء أيرلندا والاتحاد أقدم رياضة الغولف في العالم، في بلفاست في عام 1891. ملاعب الغولف في أيرلندا الشمالية وتشمل بلفاست نادي الغولف الملكي (في أقرب وقت، وشكلت في 1881)، ورويال بورتراش نادي الغولف، والذي هو بطبيعة الحال فقط خارج بريطانيا العظمى لديها استضافت البطولة المفتوحة، ومقاطعة الملكي أسفل نادي الغولف (أعلى جولف دايجست مجلة بطبيعة الحال، يتم التصويت عليها خارج الولايات المتحدة).

### السنوكر
وقد أنتجت أيرلندا الشمالية 2 عالم السنوكر أبطال؛ أليكس هيغينز، الذي احرز اللقب عامي 1972 و1982، ودينيس تايلور، الذي فاز في عام 1985. أعلى مرتبة أيرلندا الشمالية المهنية على حلبة العالم في الوقت الحاضر مارك ألين من أنتريم. وتخضع هذه الرياضة محليا من قبل بلياردو والسنوكر أيرلندا الشمالية جمعية الذين يديرون مباريات الترتيب منتظم والمسابقات.

## التعليم
مقال تفصيلي: التعليم في أيرلندا الشمالية

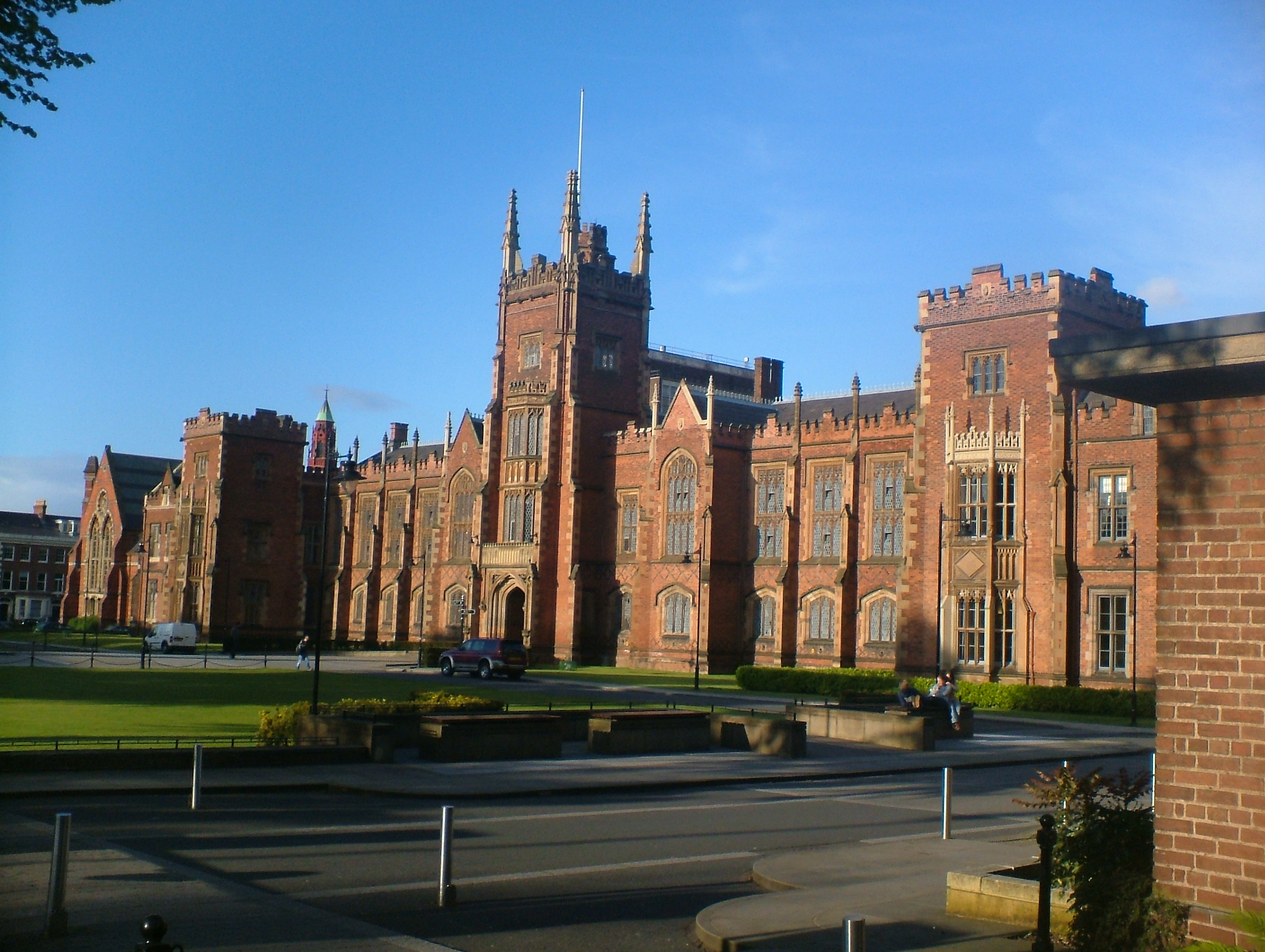
جامعة الملكة في بلفاست

المدارس المتكاملة تحاول ضمان وجود توازن في معدلات الالتحاق بين تلاميذ البروتستانت والكاثوليك وأتباع الديانات الأخرى، وهي في تزايد مستمر، على الرغم من أن أيرلندا الشمالية لا يزال نظامها التعليمي مقسم دينيا. في قطاع التعليم الابتدائي، تم دمج 40 مدرسة (أي 8.9% من العدد الإجمالي).
الجامعتين الرئيسيتين في أيرلندا الشمالية هي جامعة الملكة في بلفاست، وجامعة ألستر.

## وسائل الإعلام والاتصالات

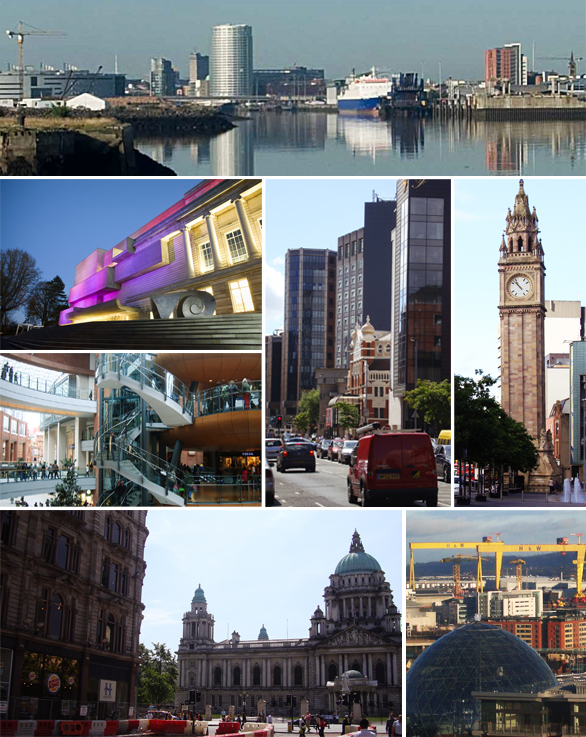
بلفاست كولاج للمدينة

بي بي سي لديها قسم يسمى بي بي سي أيرلندا الشمالية مع المقر الرئيسي في بلفاست. فضلا عن برامج الإذاعة على نطاق المملكة المتحدة القياسية، بي بي سي NI تنتج المحتوى المحلي، بما في ذلك أنباء اقتحام خارج دعا بي بي سي نيوزلاين. امتياز القناة في أيرلندا الشمالية هو الستر التلفزيون (يو تي في). القناة المملوكة للدولة (4) والقناة المملوكة للقطاع الخاص 5 يذاع أيضا في أيرلندا الشمالية، والوصول باللغات لخدمات الأقمار الصناعية والكابلات. كل أيرلندا الشمالية المشاهدين يجب الحصول على ترخيص تلفزيون المملكة المتحدة لمشاهدة البث التلفزيوني المباشر.
ار، وهيئة الإذاعة الوطنية لجمهورية أيرلندا، وهو متاح عبر الأثير إلى بعض أجزاء من أيرلندا الشمالية عن طريق امتد استقبال وعبر الأقمار الصناعية أو الكابل. بعد النقلة الرقمية، RTÉ والقناة الناطقة باللغة الأيرلندية، TG4، سوف تكون متاحة عبر الأثير من إشارات البث داخل أيرلندا الشمالية.
فضلا عن معيار محطات الراديو على نطاق المملكة المتحدة من بي بي سي في أيرلندا الشمالية هي موطن لكثير من محطات الإذاعة المحلية، مثل وزير الخارجية كول، CityBeat، وQ102.9. بي بي سي واثنين من المحطات الإذاعية الإقليمية التي تبث في أيرلندا الشمالية، بي بي سي الستر راديو والبي بي سي راديو فويل.
بلفاست تلغراف هي الصحيفة الرائدة، والمملكة المتحدة والصحف الأيرلندية الوطنية وتتوفر أيضا. هناك مجموعة من الصحف المحلية مثل حرف أخبار وأخبار الأيرلندية.
أيرلندا الشمالية يستخدم نفس الاتصالات السلكية واللاسلكية والخدمات البريدية وبقية المملكة المتحدة بمعدلات قياسية محلية وليس هناك أي رسوم التجوال الدولي بين بريطانيا العظمى وأيرلندا الشمالية. الناس في أيرلندا الشمالية الذين يعيشون على مقربة من الحدود ربما مع جمهورية أيرلندا التبديل دون قصد على لشبكات الهاتف النقال الأيرلندية، مما تسبب في أن تطبق رسوم التجوال الدولي. يمكن أن يسمى أيرلندا الشمالية من جمهورية أيرلندا في معدلات الجذع، وعلى العكس من المعدلات العالمية، وذلك باستخدام بادئة 048.